# V号戦車パンター
V号戦車（ごごうせんしゃ、独：Panzerkampfwagen V、パンツァーカンプ（フ）ヴァーゲン フュンフ、制式番号：Sd.Kfz.171）は、第二次世界大戦中のドイツの中戦車（45トン級）である。
後に「V号戦車パンター（独：Pz.Kpfw.V Panther）」という中間的表記の時期を経て、最終的に「V号戦車」の名称は廃止され、「パンター戦車（独：Pz.Kpfw. Panther）」が制式名称となる。
書籍における日本語表記は「五号中戦車」「豹号戦車」「豹戦車」に始まり、英語読みの「パンサー」やドイツ語での発音の1つ（舞台ドイツ語）である「パンテル」が多く見られたが、1970年代後半頃から、現代ドイツ語の音に近い「パンター」が見られるようになり、現代ではこの読みで記されることが多い。

## 開発までの経緯
1938年、ドイツ陸軍は戦車隊中核を担う主力中戦車として、III号戦車とIV号戦車を統合した新戦車開発計画を立ち上げた。当初の計画では重量20トン級、5cm級戦車砲装備の中戦車として計画名称「VK20.00」が与えられ、1939年10月、ダイムラー・ベンツ社が開発主体に選定される。後にクルップ社が加わり、更に1940年にはMAN社が参加、各社に設計案提出が求められ、それぞれVK20.01(D)、VK20.01(K)、VK20.01(M)の計画名称が与えられた。
各社設計案より最終選定された車両は「Pz.Kpfw.V（V号戦車）」の名称とすることも内定、設計作業が進められたが、1941年に独ソ戦が開始されると、T-34戦車を始めとしたソ連戦車に対しIII号／IV号戦車は苦戦する。この事態に衝撃を受けたハインツ・グデーリアン将軍は、後に「戦車委員会(Panzerkommission)」と呼ばれることになる調査団を東部戦線に派遣、T-34の評価を行った。詳細な調査の後、T-34の大きな長所は
1. 避弾経始を取り入れた傾斜装甲を採用している
2. 幅広の履帯を有し、柔らかい土の上での機動性を向上させている
3. 装備する76.2mm砲は、同世代戦車と比較し大口径で威力に優れる

以上3点が重要な特徴であると結論した。
この調査結果を受け、T-34には従来の設計思想の車両では対抗できないと考えられ、VK20.00計画は30トン級中戦車開発計画として拡大され、計画名称も「VK30.02」と改称、VK20.00の制式名称として予定されていた「V号戦車」の制式番号は、当車の開発が開発・生産中の戦車のうちで最優先することと、T-34に対抗する新型車両開発を秘匿するため引き続き使用され、開発・設計がVI号戦車（ティーガーI）の後に開始されたが、番号はそれよりも古い。

## 開発

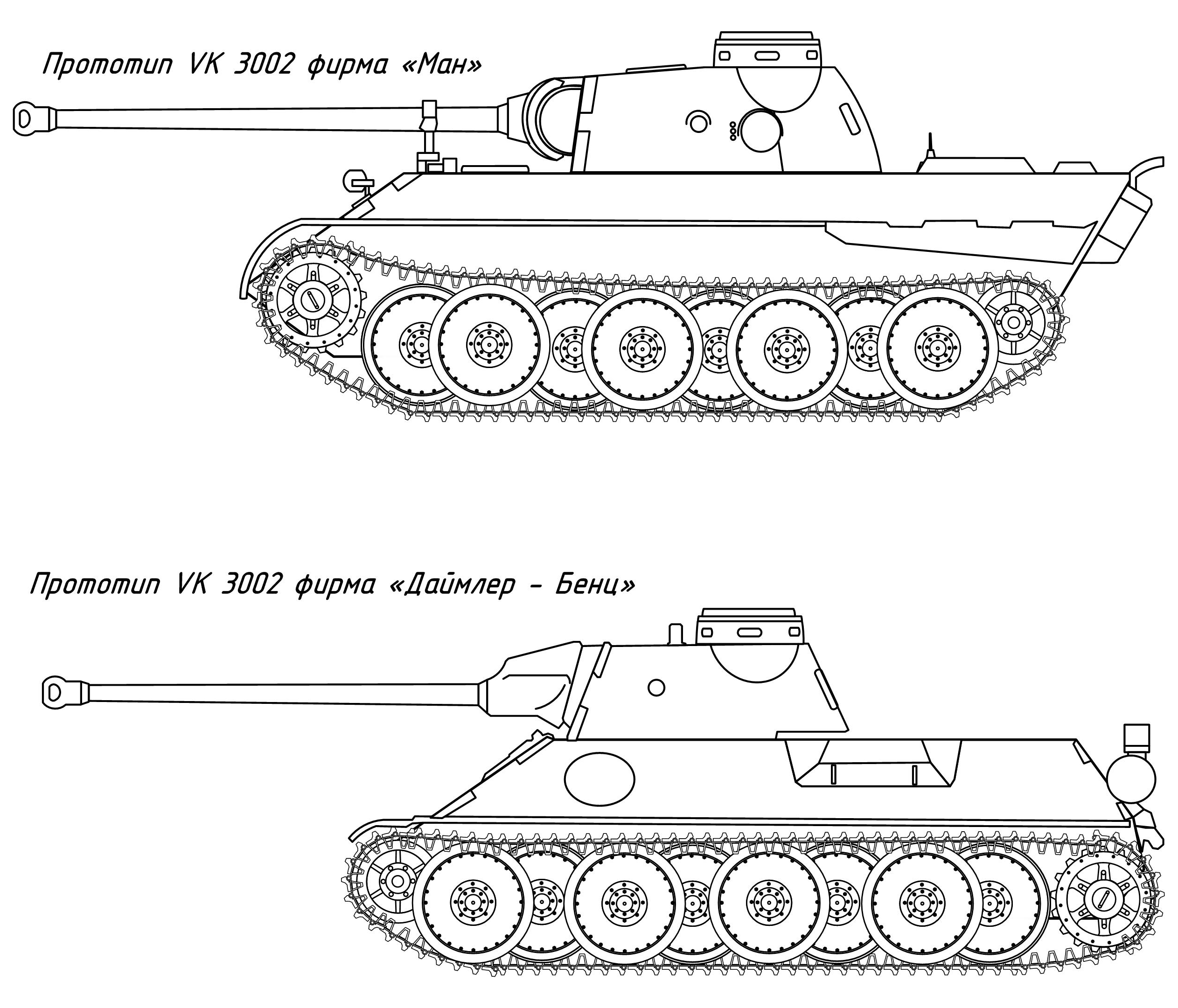
VK3002
上：MAN案、下：ダイムラー・ベンツ案

1941年11月末、ダイムラー・ベンツ社とMAN社に30-35t級新型中戦車、VK3002の1942年4月までの期限での設計が発注された。
ダイムラー・ベンツによるVK3002(DB)はT-34の影響を大きく受けたスタイルではあるが、足回りは大型転綸とリーフスプリング式サスペンションの組み合わせであり、このためターレットリングの小型化、車体小型化などが実現された。
MANの初期案、VK3002(MAN)、秘匿名称“トラディショナルなドイツ戦車”と共に両者の案は42年1月から3月までフリッツ・トート、後にアルベルト・シュペーアによるレビューを受け、両者ともDB案をヒトラーへ提案する事を支持していた。しかし最終案提出に際しMAN社はDB社の提案を参考にデザイン変更し最終的に採用となったのは、よりドイツ戦車的構造であるVK3002(MAN)の方であった。この決定の決め手の一つに、MAN社のデザインは既存のラインメタル―ボルジッヒの砲塔を利用できた、と言う事もあった。
この新型中戦車は1942年5月15日に「V号戦車パンターA型(Sd.Kfz.171)」と命名された。しかしこれは1943年1月に「パンターD型」に変更され、A型の名はより後の型につけられている。
「パンター(Panther：豹)」の名称は、先行して開発されていた重戦車が非公式ながらヒトラーにより「ティーガー(Tiger：虎)」の愛称を与えられていた(後に正式名称となる)ため、より快速で軽量な機動力の高い俊敏な車両として完成することを印象づけるために命名された。しかし、VK3002は当初35tクラスの予定から設計段階で重量が大幅増加した上、設計がほぼ完了した時点でヒトラー総統の要求で車体前面装甲を60mmから80mm、砲塔前面を80mmから100mmへと強化したため、当時の重戦車クラス約45tの重量の「中戦車」として完成した。そのため、当初予定の最高速度は60km/hから55km/hに低下し、重量増加はほかにも様々な問題を引き起こしている。

## 構造
本車はそれまでのドイツ戦車と違い傾斜装甲で、70口径 7.5 cm KwK 42という強力な（対戦車兵器として56口径8.8 cm KwK 36よりも近距離であれば高い装甲貫徹力を持つ）戦車砲を搭載していた。また、ティーガー同様に幅の広い履帯、挟み込み式配置の大きな転輪で車重を分散し接地圧を下げる工夫が行われ、これは車台側面を守る補助装甲の役わりもする。（接地圧はG型の段階で0.88kg/㎠に達した）

### 装甲

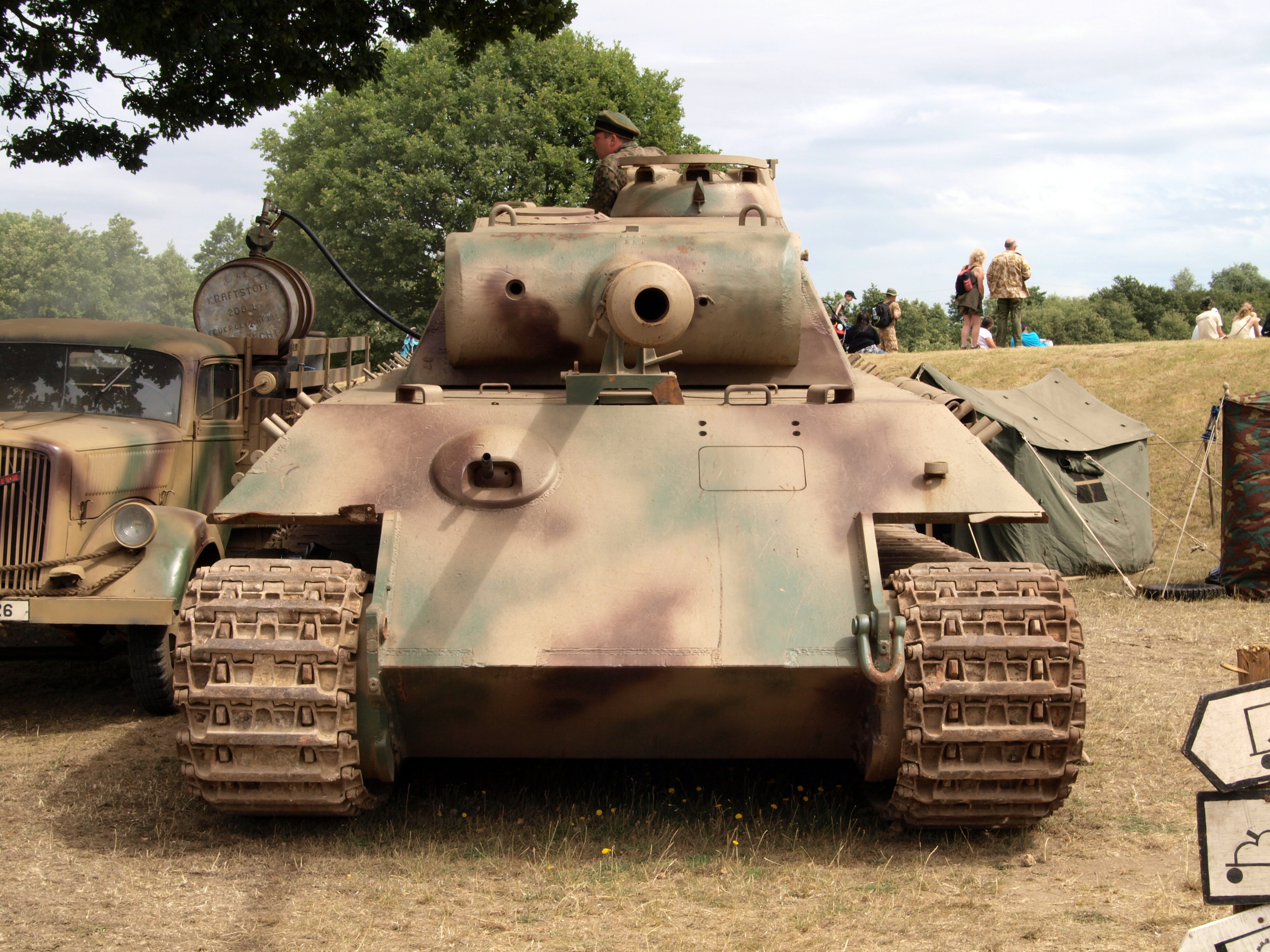
車体正面・側面を傾斜装甲とし、履帯上はスポンソン構造にしている。ナチス・ドイツ主力戦車の後期に見られる特徴である

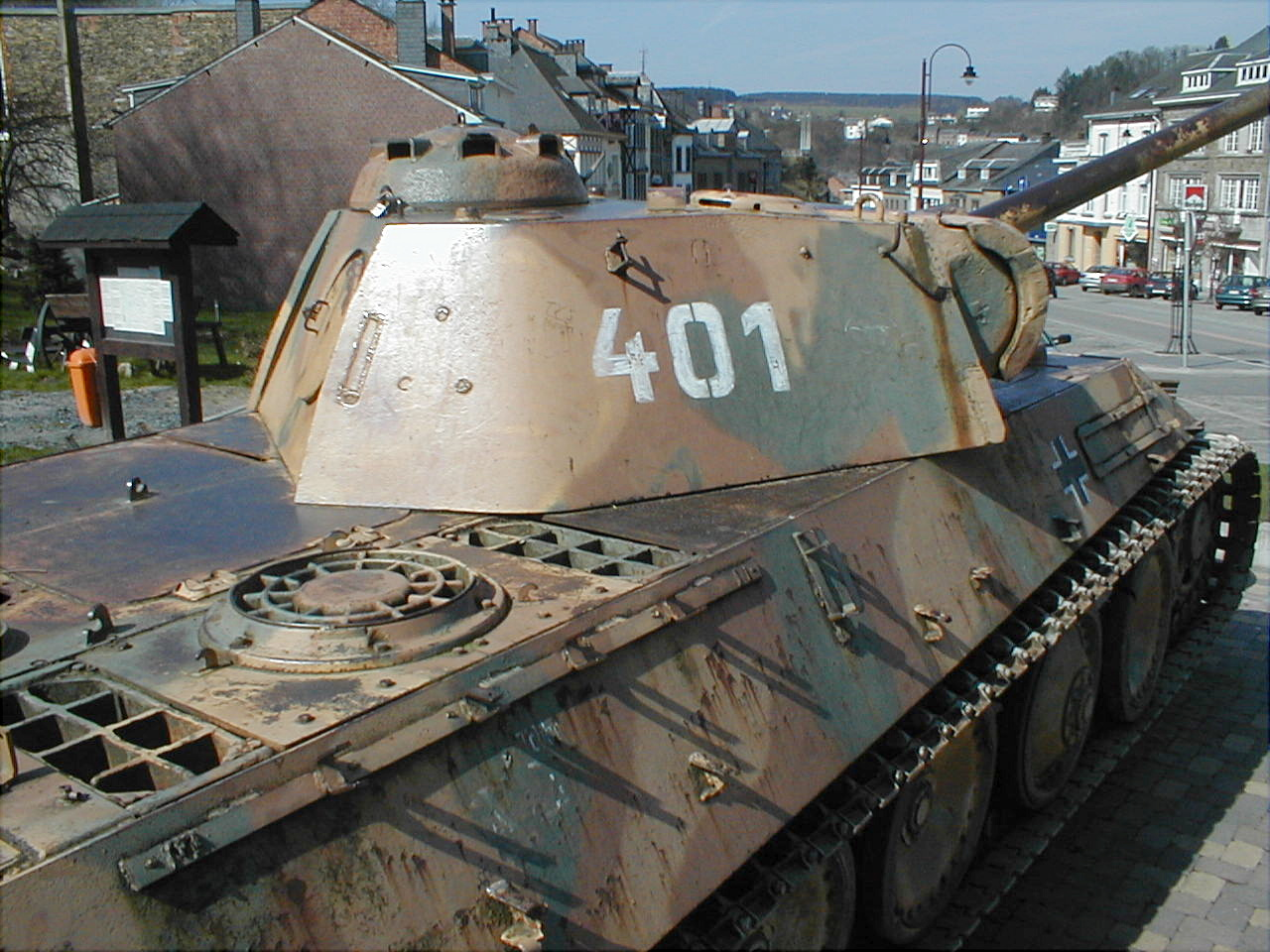
車体右斜め後ろから見た砲塔側面（右側に砲塔が旋回している状態）と車体側面、傾斜装甲のため、角度がついているのが分かる

パンターの車体上部は前面、側面及び後面の全面に渡って傾斜がつけられており、避弾経始を追求したデザインとなっている。ただし、強力な前面装甲に対し側面装甲は半分の厚みで、特にD・A型は燃料タンクのある車体後部を容易く射貫され炎上することがあった（側背面装甲が薄いのは本戦車に限らない）。
主装甲板は初期型のみニッケルを一切使用しない装甲板を使用、Oh式という特殊な焼き入れで表面硬化を行い、さらに高周波表面硬化を施して強度を保っていたが、のちにこの処理を止めており、特にG型からは全車が表面硬化処理を廃止している。ただし装甲厚の薄い側面装甲には表面硬化処理が施されている（イギリスが鹵獲したパンターD・A型を調査した結果、主装甲には表面硬化処理が施されていなかった。またドイツ軍の火焔焼き入れ鋼板規格においてパンターの主装甲厚である80mm規格は1943年末には廃止されている）。
転輪の上に露出している車台側部は、射撃試験の結果ソ連軍の14.5mm対戦車ライフルに射貫される恐れがあったため、量産型ではこの部分を被う補助装甲、シュルツェンが装着された。

### 懸架装置

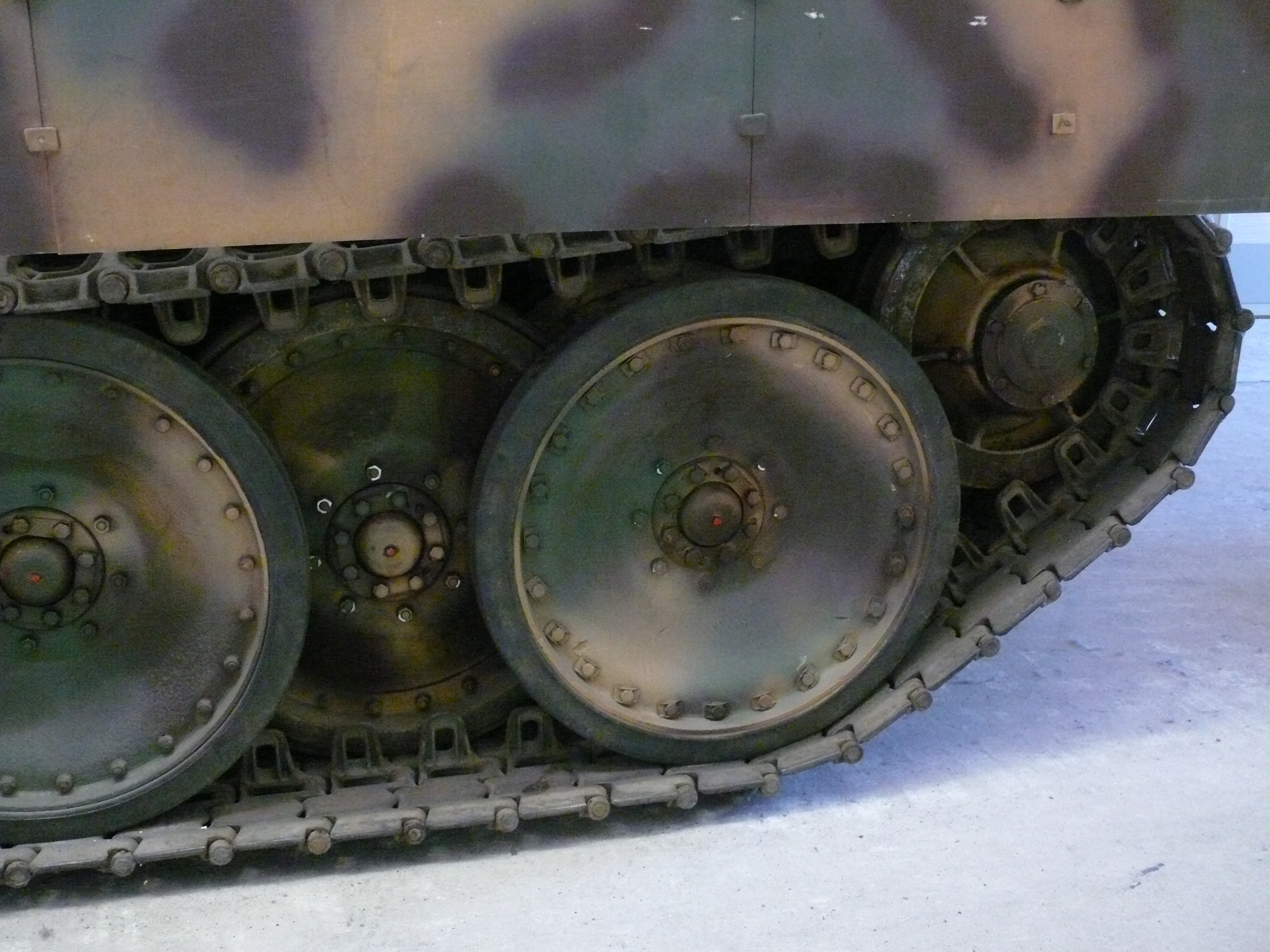
パンターの転輪

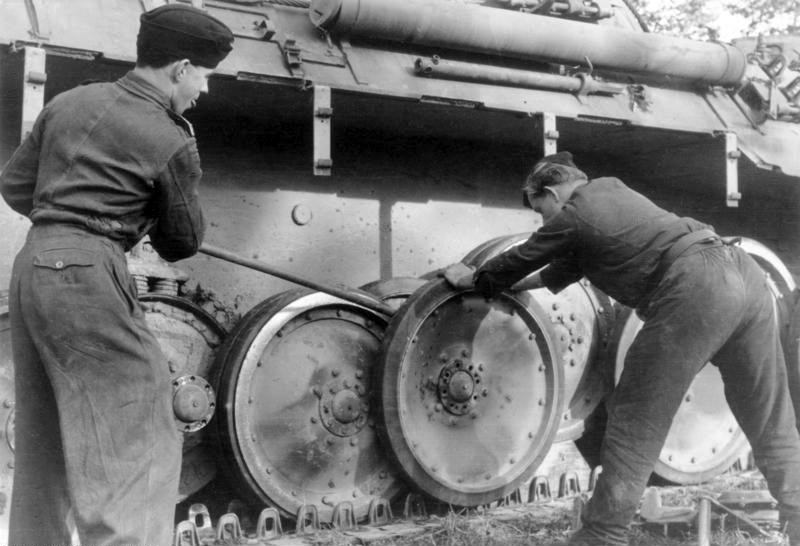
転輪を組み立てる整備兵

サスペンションは、トレーリングアームとトーションバースプリングの組合わせを採用しており、1アームあたり2本のトーションバーを用いた折り返し式(通常の形式に比べてトーションバーが2倍の長さを持ち、アームの可動量が大きい)として高い地形追随能力を持っていた。これにより当時の戦車としては強力なエンジンと合わせ、機動力も高かった。しかしトランスミッションは改良したとはいえ重量に対し適正ではなく、放棄されたパンターの故障原因に最終減速ギアの損傷によるものが多い事が記録されている。故障の少ない試作品もあったものの、作るための工作機械が足りなくやむを得ず改設計し、そのため故障が続出したともいわれる。この箇所は改設計がくり返されたが、最後まで完全にはならなかった。
異説としては、「生産効率向上のため、徹底して従来からある共通部品を使用するために専用部品の製造を避け、やむを得ず不適切な部品を無理やり組み込んだ」というものがある。このため従来戦車よりも重く負荷が大きいにもかかわらず、ヘリカルギアではなく旧来の平歯車を組み合わせたため、乱暴なギアチェンジで歯が欠けて故障多発の原因となった、ということである。

### エンジン
初期生産型パンターD型の第250号車まではマイバッハV12型HL210 P30エンジン(650PS/3000rpm)が搭載されたが、第251号車以降はマイバッハV12型HL230 P30エンジン(700PS/3000rpm)が搭載された。このHL230 P30エンジンは通常のV型エンジンと異なり、両シリンダーバンク位置が長手方向にオフセットされておらず、コンパクトだが故障を促進した。またシリンダーガスケットも問題があったが1943年9月までにシール材改良により解決された。
1943年11月以降生産のHL230 P30エンジンは信頼性向上のため大きく改修された。たびたび故障原因となったベアリングは1943年11月に改良型が導入された。またエンジンガバナーも1943年11月から導入され、エンジン最大回転数は2500rpmまでに押さえられた。
このため1943年11月以降生産のHL230 P30エンジンは、700PSから588PS(580hp)～600PS(592hp)へとエンジン出力が低下、パンターの最高速度は45km/h程度に低下した。
しかし、この各種改良やエンジン回転数・出力のデチューンによりHL230 P30の故障やエンジン寿命は以前よりも改善された。
当初クランクシャフトのベアリングは7つであったが1944年1月より8個に増やされた。

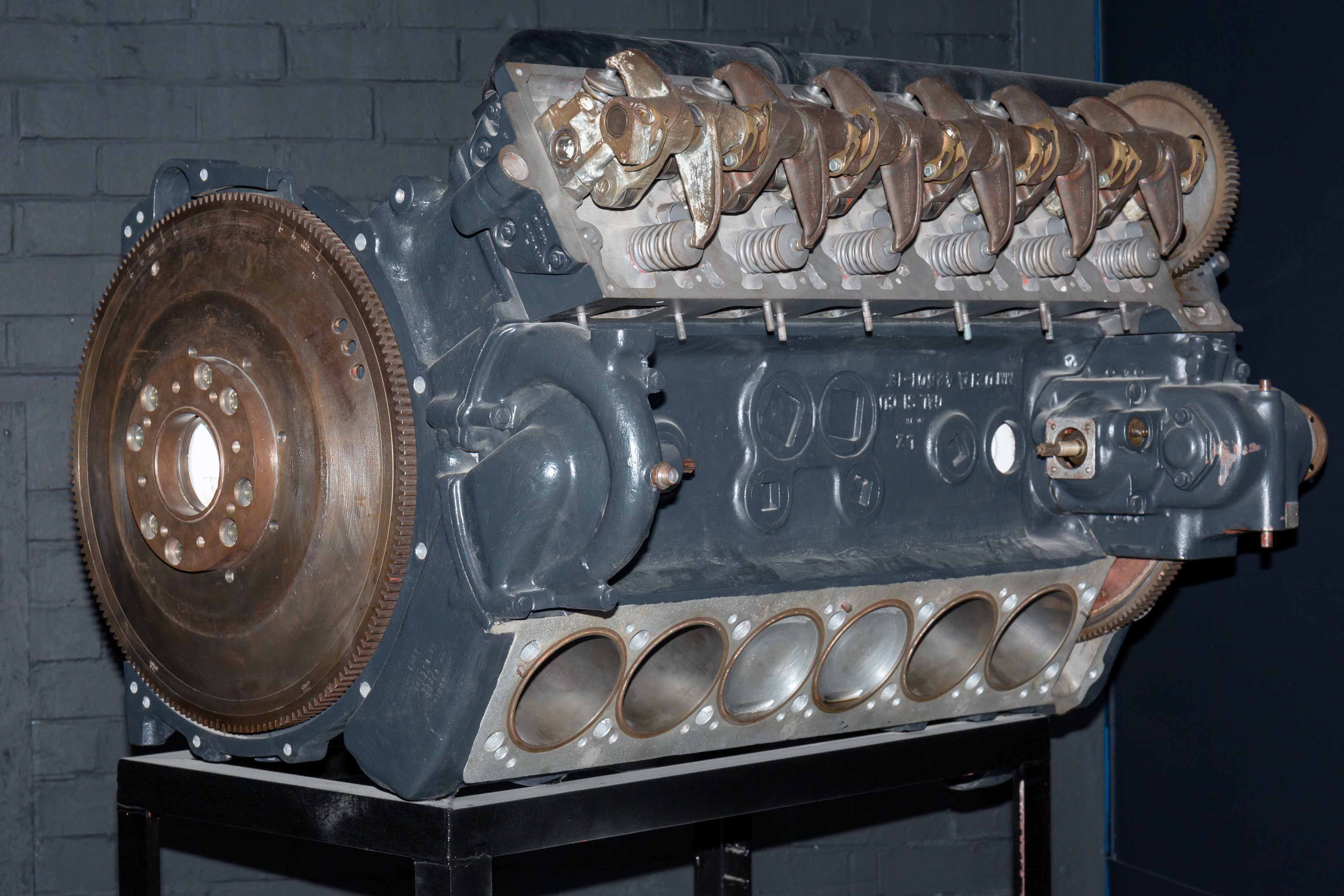
マイバッハV12型HL210 P30エンジン
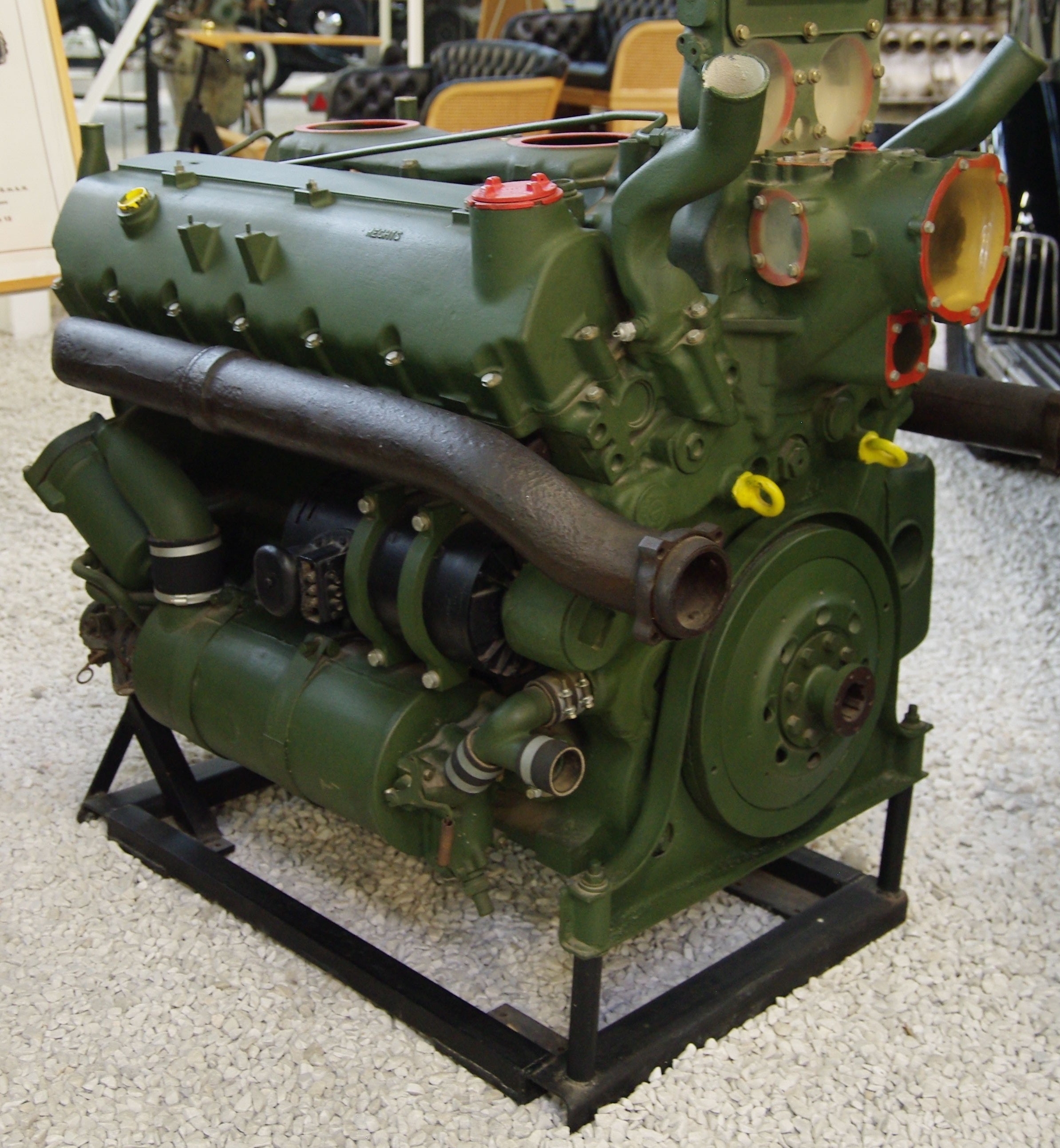
マイバッハV12型HL230 P30エンジン
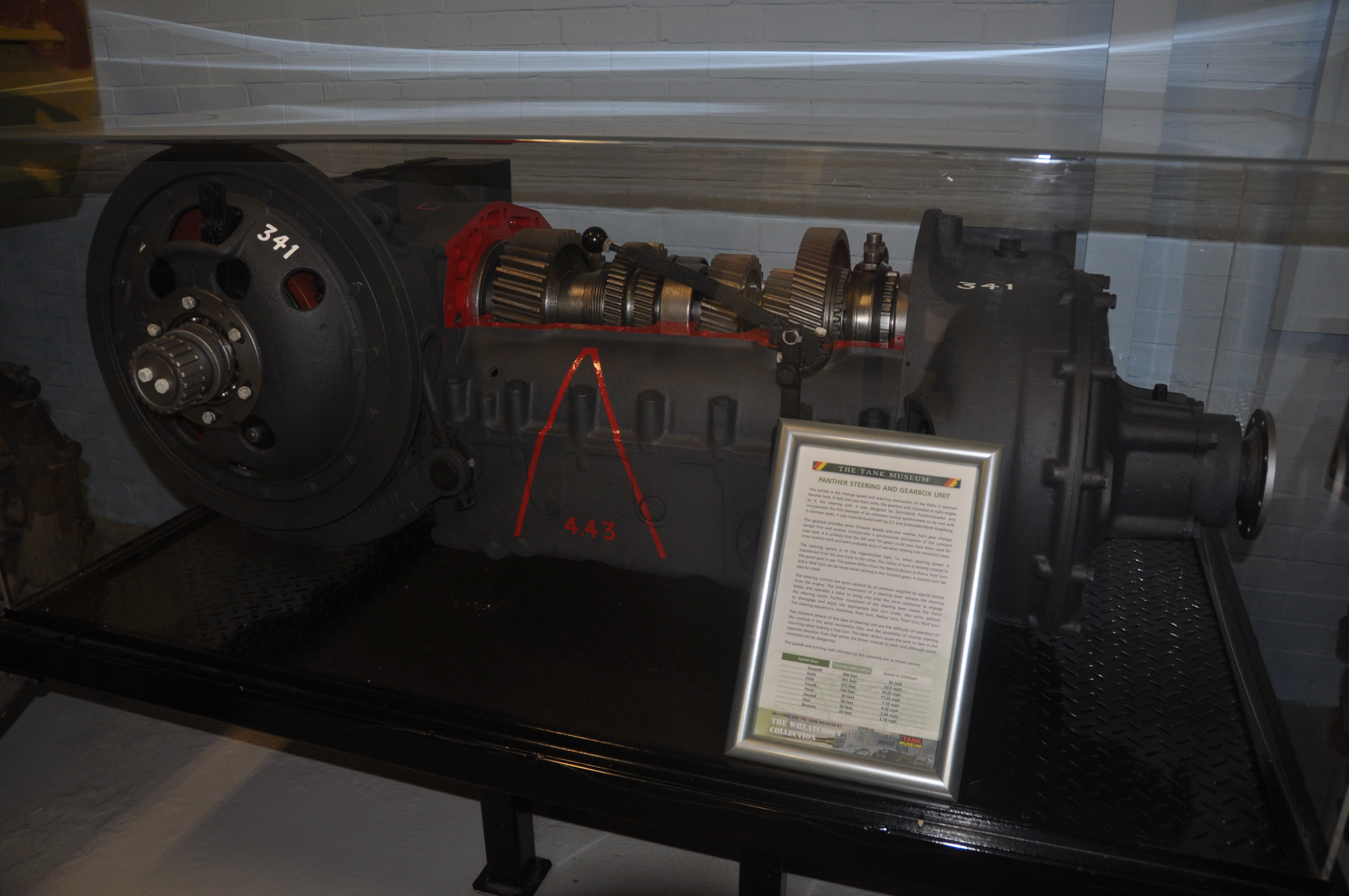
パンターに搭載されたトランスミッション
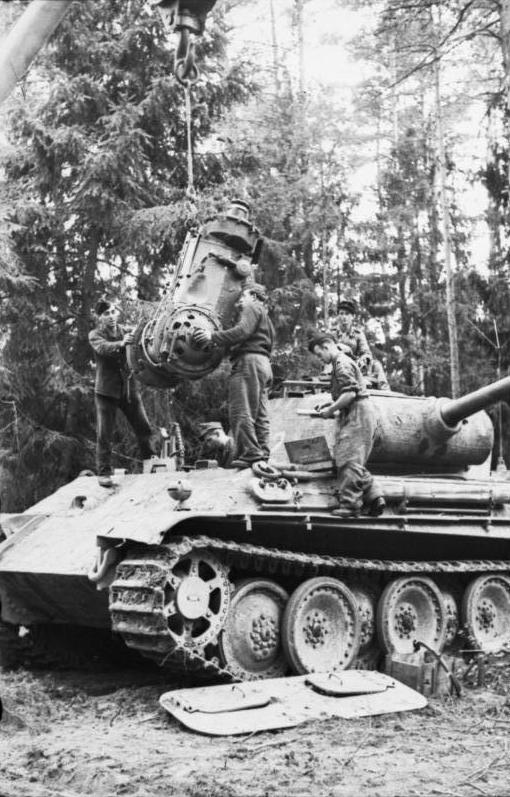
修理のためトランスミッションを取り外しているところ

## 実戦投入後
最初の量産型（D型）は、ツィタデレ（城塞）作戦に間に合わせるためにさまざまな問題が未解決のまま戦場に投入された。
重量増のため転輪や起動輪、変速機など駆動系に問題が多発。また機関部の加熱問題に対応し新たに開発、装備された自動消火装置の不具合により、燃料漏れによる火災事故も発生し、2両が戦わずして全焼全損するなど、稼働率は低かった。また最初にパンターを装備し実戦投入された第51・52戦車大隊は、それぞれ既存の戦車大隊を基に再編成されたものであったが、一握りのベテランを除く乗員は、東部戦線での実戦経験の無い新兵が多く、また訓練期間も不足していた。さらに同隊の作戦将校にも実戦経験者が少なく、指揮にも問題があり、クルスク戦では十分な活躍はできなかった。
後に問題点は改良され、装甲師団の中核戦車となる。それまでの中核のIII号戦車生産は打ち切り、突撃砲を除き全て本車生産ラインに切り替えられた。
1943年頃のパンターの価格は125,000ライヒスマルクで、対しIII号戦車は96,200ライヒスマルク、IV号戦車が103,500ライヒスマルク、ティーガーIが300,000ライヒスマルクと、高性能でありながら導入コストパフォーマンスが良かった。しかしパンターのみでは戦車隊の損失を埋め部隊配備を充足できる程の生産が間に合わないため、長砲身（48口径）7.5センチ砲に換装されたIV号戦車（戦車連隊の第二大隊装備）は生産を続行、最後までパンター（第一大隊装備）と併行生産された。

## 連合軍の反応

### 東部戦線
戦場に大挙出現したパンターへのソ連軍の反応は素早く、クルスクの戦いで損傷し、戦場に放棄された31両のパンターは徹底調査された。結果、砲撃で撃破されたものはこのうちの22両で、傾斜前面装甲を撃ち抜けた砲弾は一発も無く、一方機関部付近に被弾すると容易に炎上するなどの弱点も発見している。またこの中でT-34によって撃破されたのはたった1両であった。しかし1943年後半でも赤軍戦車部隊は、1941年と同様76.2mm砲装備のT-34が主力のままだった。この砲はパンター前面装甲には力不足で、撃破するには側面に廻りこまねばならなかったが、パンターの主砲はどの方向からでも遠距離からT-34を撃破できた。そこで85mm砲と三人乗り大型砲塔装備のT-34-85が開発された。T-34車台を使用したSU-85、SU-100など新型自走砲も投入された。1944年半ばまでには赤軍はパンターよりはるかに多くのT-34-85を前線投入していた。
1944年3月23日のドイツ軍によるドイツ戦車とソ連T-34-85およびIS-2（122mm砲装備）の比較では、パンターは正面戦闘ではT-34-85よりはるかに優れ（パンターG型は2000mでT-34-85の前面装甲を貫くが、T-34-85はようやく500mでパンターG型の砲塔前面装甲を貫通する）、側面と背面ではほぼ互角で、IS-2に対しては正面では互角だが、側面と背面では劣るとされた。1943年と44年にはパンターはIS-2を除くあらゆる連合軍戦車を2000m遠方から撃破でき、ベテラン乗員のパンターは1000m以内で90％以上の命中率を達成した。

### 西部戦線

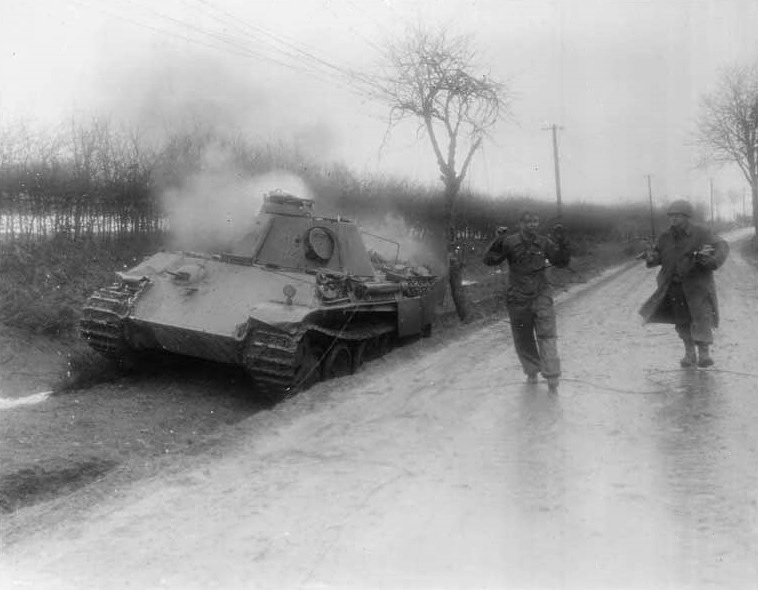
バルジの戦いでアメリカ軍に撃破されたパンター

パンターは1944年初めのアンツィオの戦闘でようやく初めてアメリカ軍、イギリス軍の前に姿を現したが、その時は少数だった。その時にはアメリカ軍は既にソ連軍からパンターの詳細な情報を入手しており、アメリカ陸軍情報部が発行していたアメリカ兵向けの戦訓広報誌『Intelligence Bulletin』において、詳細なスペックと簡単な分析を記述している。そこでは「装甲は厚いが高速で、ドイツ軍が高く評価してきたM4シャーマン戦車と同じ速度である」「ティーガーより軽量で速度と操縦性に優れる」としながらも、ソ連軍からの情報として「覗き穴、ペリスコープ、砲塔と砲盾の基部は小銃や機関銃の射撃でも有効である」「54mm以上の口径の砲であれば、約800ｍの距離でも砲塔には有効である」「大口径砲や自走砲は、通常の距離であればパンターを効果的な射撃で戦力外にできる」「側面と後面装甲は口径45mm以上の徹甲弾で貫通できる」「焼夷弾はガソリンタンクだけでなく、運転席すぐ後ろの弾薬庫に対しても有効」と記述されている。しかし、まとめとして「パンターは手ごわい兵器であり、ドイツ軍の紛れもない強みとなる」と警戒を呼び掛けている。
パンターのライバルは、連合軍で配備が進んでいたM4シャーマン戦車となった。アメリカ軍はパンターの詳細な情報を持っていたものの、イタリア戦線などで交戦頻度が稀であったことから、ティーガー同様、部隊に少数配備される重戦車と誤った認識をしており、既に決定していた76.2㎜砲型の製造以外には対策をとらなかった。これは、アメリカ軍の76.2mm砲よりは強力な17ポンド（76.2mm）対戦車砲搭載のシャーマン ファイアフライの開発を行っていたイギリス軍とは対照的であった。そのためノルマンディー上陸作戦からのフランスでの戦いで、想定以上の数のパンターやティーガーと交戦したM4の75㎜砲の非力さが明らかになった。また、東部戦線で経験を積んだドイツの戦車エースたちの活躍は目覚ましく、本車に搭乗したエースとしては、第2SS装甲師団のエルンスト・バルクマンSS曹長が有名である。特に有名な活躍は、1944年7月27日にフランスのサン＝ローからクータンセへ続く街道の曲がり角のところで、アメリカ軍のM4隊と交戦し、たった1輌で9輌のM4を撃破してアメリカ軍の進撃を足止めしたとされる。のちにこの曲がり角は『バルクマンコーナー』と呼ばれ有名になる。その翌日も多数のM4を撃破し、2日間で15両にもなったといい、7月30日には乗車を撃破されるも脱出成功している。同年12月、古いD型で「バルジの戦い」に参加したバルクマンは夜間、敵戦車の列に紛れこみハッチから漏れる車内灯の色で識別し攻撃、M4戦車数両を撃破している。
このようなパンターの活躍談をもって、大戦中のアメリカ軍の証言では、1台のパンターに5台のM4で戦わなければならない、と徹底されていたと主張する者もいるが、そのような事実はなく、『バルクマンコーナー』でのバルクマンの活躍談も、歴史研究家で多くの戦車戦記での著作があるスティーヴン・ザロガの調査によれば、アメリカ軍に該当する戦闘記録がないことが判明し、ドイツ軍のプロパガンダではないかとの指摘もある。
個別の攻撃性能で優位性を比較した場合、パンターの戦車砲は500ｍの距離で垂直鋼板に168㎜の貫通力があり、M4シャーマン正面装甲を貫通可能であった。一方M4シャーマンの M1 76mm戦車砲は口径こそパンターの戦車砲と変わらなかったが、同じ距離で116mmの貫通力しかなく、パンター正面装甲貫通は不可能でパンターに優位性があった。しかし正面でも砲塔の防盾は貫通でき、また側面装甲であれば1,800mの距離からでも十分貫通できた。またアメリカ軍は、パンターやティーガー対策として、新型高速徹甲弾の生産を強化していた。M4シャーマンの71発の砲弾積載量のうち、高速徹甲弾は1～2発しか割り当てられず充分な砲弾数ではなかったが、500ｍで208㎜の垂直鋼板貫通力を示し、パンターの戦車砲の貫通力を上回る。ドイツ軍は自軍戦車の特徴である、強力な戦車砲と厚い装甲を活かした長距離での戦闘を望み、戦車兵に1,800ｍから2,000ｍでの戦闘を指示したが、想定通りの距離での戦闘とはならず、実際にはアメリカ軍がドイツ軍の戦車を撃破した平均距離は893ｍに対し、ドイツ軍がアメリカ軍の戦車を撃破した距離は946ｍと、大差はなかった。これはパンターが関係した戦闘でも同じであり、パンターが直面した平均交戦距離は850ｍと、1,400ｍから1,750ｍのドイツ軍が望んだ長距離での戦闘はわずか5％、それより長い距離の戦闘は殆どなかった。
実際に戦われた戦闘距離であればパンターのM4シャーマンに対する優位性は殆どなく、印象とは異なり、パンターが一方的に撃破される例も存在した。ノルマンディの戦いにおけるサン マンヴュー ノレの攻防戦では、進撃してきた第12SS装甲師団のパンター12輛を、第2カナダ機甲旅団の9輛のM4シャーマン（一部がシャーマン ファイアフライ）が迎撃し、一方的にパンター7輛を撃破して撃退している。
アラクールの戦いにおいては、アメリカ軍第4機甲師団がドイツ軍第5装甲軍に大損害を与えて勝利したが、なかでもクレイトン・エイブラムス中佐率いる第37戦車大隊は多数のパンターを撃破しており、1944年9月19日の戦闘では、巧みに地形を利用したM4シャーマンによって、待ち伏せ攻撃や追撃で11輌ものパンターを撃破、また戦闘指揮所を攻撃してきた14輌のパンターをM18ヘルキャットの小隊が迎え撃ち、一方的に8輌を撃破し撃退している。アラクールの戦いで第37戦車大隊は合計55輌のティーガーとパンターを撃破している。
バルジの戦いにおいて、1944年12月24日に、フレヌーに接近してきた第2装甲師団第2戦車連隊第2戦車中隊のアルフレッドハーゲシェイマー親衛隊大尉とフリッツ・ランガンケ親衛隊少尉が率いる11輌のパンターG型を、第3機甲師団第32機甲旅団D中隊のM4シャーマン2輌が迎えうって、遠距離砲撃で6輌撃破し、2輌を損傷させて一旦撃退している。その後、ハーゲシェイマー隊は残った3輌のパンターで再度フレヌーを目指し、途中で接触したM5軽戦車1輌を撃破したものの、またM4シャーマンからの砲撃で1輌を撃破され、ハーゲシェイマー車も命中弾を受けて損傷している。一旦退却したドイツの戦車エースの1人でもあったランガンケは、命中弾を受けて自身のパンターが損傷していたため、フレヌー付近の森の中のくぼ地に身を潜めていたが、その後、監視任務からフレヌーに無警戒で帰還してきた第9機甲師団M4シャーマン4輌を待ち伏せ攻撃により撃破して一矢報いている。なお、攻撃に失敗したドイツ軍は、フレヌー攻略を断念、この夜に3個パンター中隊でマンエーを攻撃したが、このときパンターに乗ったバルクマンが負傷している。翌12月25日のノヴィルを巡る戦いにおいても、M4シャーマンがわずか45分間の間に、一方的にパンターG型を6輌撃破しドイツ軍を撃退している。
車両単体のスペックならM4シャーマンを凌駕したパンターだが、高価で構造が複雑過ぎのうえ、ドイツ国内の工業能力低下による品質低下で、戦場でカタログスペック通りの働きができなかった。バルジの戦いで多数投入されたパンターG型の中には、砲塔の正面装甲にM4シャーマンの2発の砲弾が命中して、砲弾は貫通はしなかったが、装甲が裂けて撃破された車両もあった。また低い稼働率も致命的で、バルジの戦いでは415輌のパンターが投入されたが、2週間で180輌が撃破され、残り235輌もまともに稼働していたのは45％の約100輌だった。一方でM4シャーマンは同時期にあらゆる原因で320輌喪失したが、1,085輌が前線にあり、うち980輌が稼働し、パンターとの差は歴然であった。結局は、正面からの撃ち合いではパンターに分があったが、生産性、整備性、耐久力などすべてを比較すると、M4シャーマンの方が優れていたという評価もある。1944年8月から1944年12月のバルジの戦いまでの間の、アメリカ軍の第3機甲師団と第4機甲師団の統計によれば、全98回の戦車戦のなかでパンターとM4シャーマンが直接戦った戦闘は29回であったが、その結果は下記の通りであった。
| 攻守 | 交戦数 | 交戦したパンターの数 | 撃破されたパンターの数 | 交戦したM4の数 | 撃破したM4の数 |
| ---- | ------ | -------------------- | ---------------------- | -------------- | -------------- |
| 攻撃 | 20回   | 98輌                 | 59輌                   | 115輌          | 6輌            |
| 防御 | 9回    | 47輌                 | 13輌                   | 68輌           | 10輌           |
| 合計 | 29回   | 145輌                | 72輌                   | 183輌          | 16輌           |

29回を平均して、M4シャーマンの数的優勢は1.2倍に過ぎなかったにもかかわらず、M4シャーマンの有用性はパンターの3.6倍で、特にM4シャーマンが防御に回ったときにはパンターの8.4倍の有用性があったとの評価もあるが、データ数が不十分で両戦車の性能差が戦闘にどのような影響を及ぼしたのかは証明されていない。

## 他国軍での使用
ソ連軍ではパンターを優秀な戦車と認識、前線部隊ではパンターがしばしば優れた戦功に対する褒章として与えられ、鹵獲車両による臨時部隊も編成された。戦車兵たちにはパンターは大変好評であり「鹵獲されたティーガーとパンターは修理してはならず、故障したら破壊して放棄せよ」との規則があったにもかかわらず、できるだけ長く使用するため努力が払われた。ドイツ乗員のための運用マニュアルもロシア語に翻訳されて、鹵獲したパンターの乗員に支給された。
これはパンターに限らないが、鹵獲敵戦車を使用すると友軍からの誤認射撃を受けるケースが頻発したため、それを恐れ一部ソ連軍戦車兵の中には鹵獲パンターに乗ることを避ける者もいた。
ソ連軍に鹵獲されたパンターは、ソ連軍の他に親ソ派ルーマニア人の義勇部隊、第1ルーマニア義勇師団“トゥドル・ウラジミレスク”に他の鹵獲ドイツ軍装甲車両と共に与えられ、同師団の機甲戦力として戦闘投入された。戦後1947年にルーマニア人民共和国が成立し、同部隊が義勇師団からルーマニア陸軍の正規部隊となって機甲師団に改変された後も装備され、1950年代に入りソ連より戦車供与が始まるまで使用された。

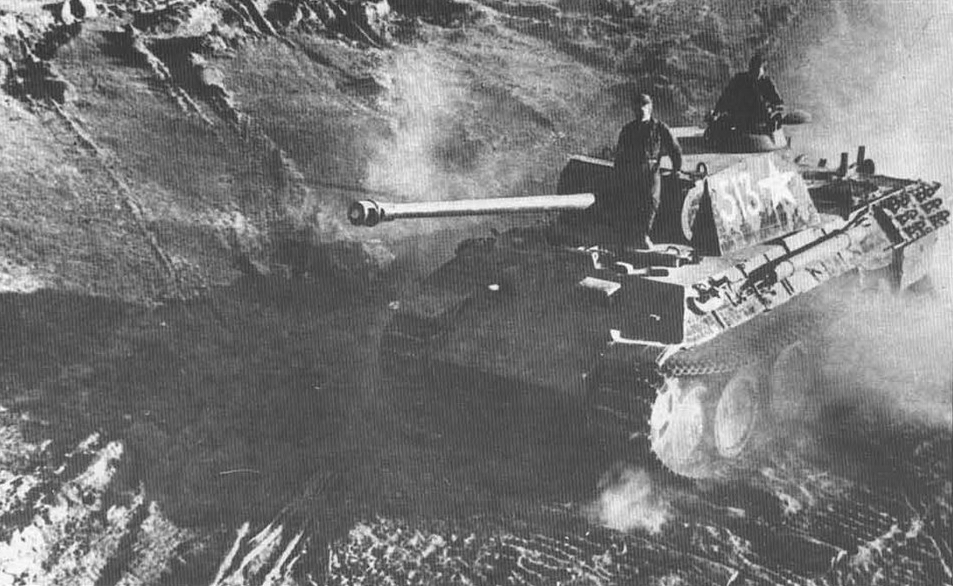
ソ連軍に鹵獲されたパンター 1944年8月
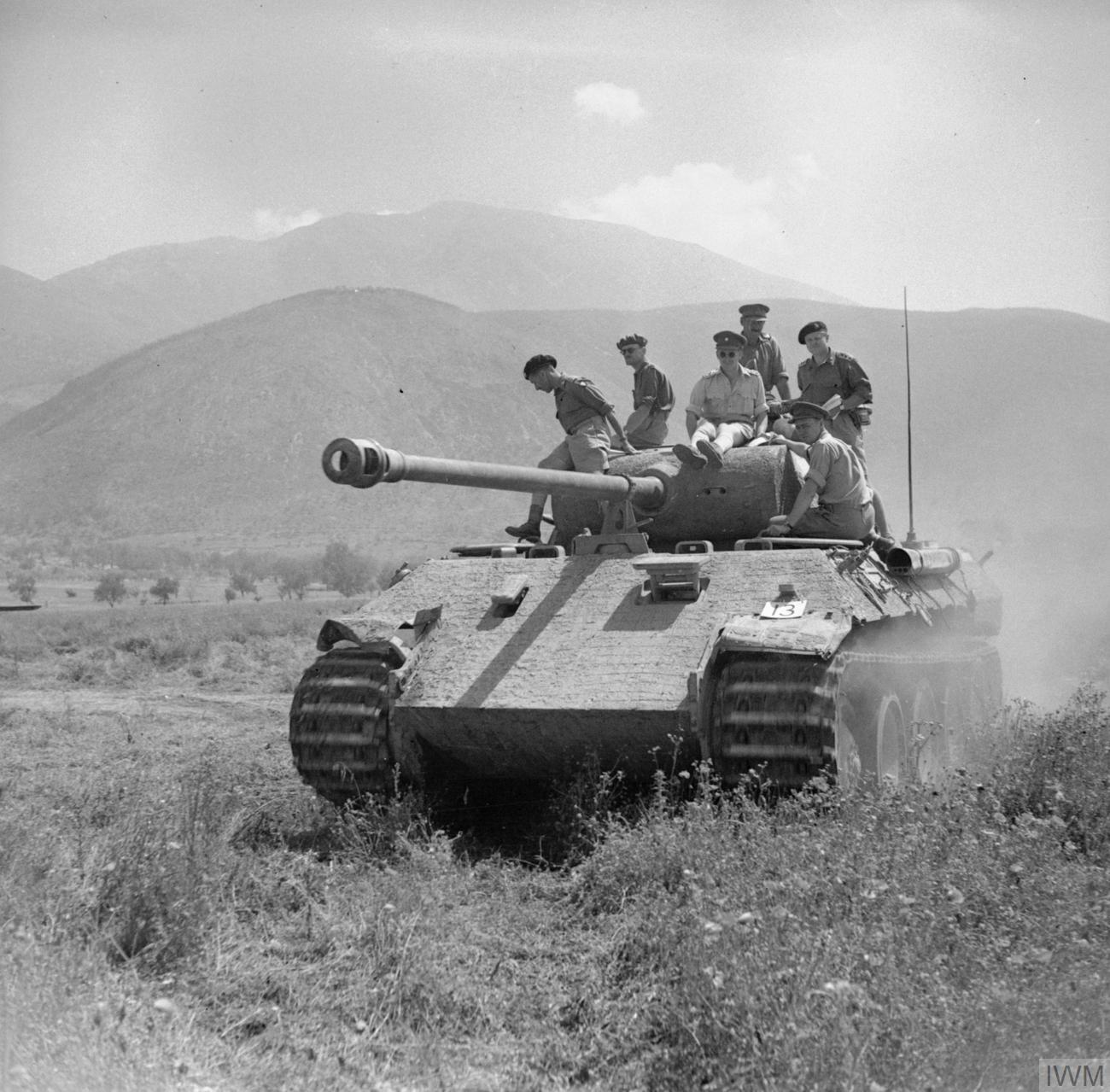
イタリアで鹵獲されたパンターを研究するイギリス軍将校 1944年6月2日
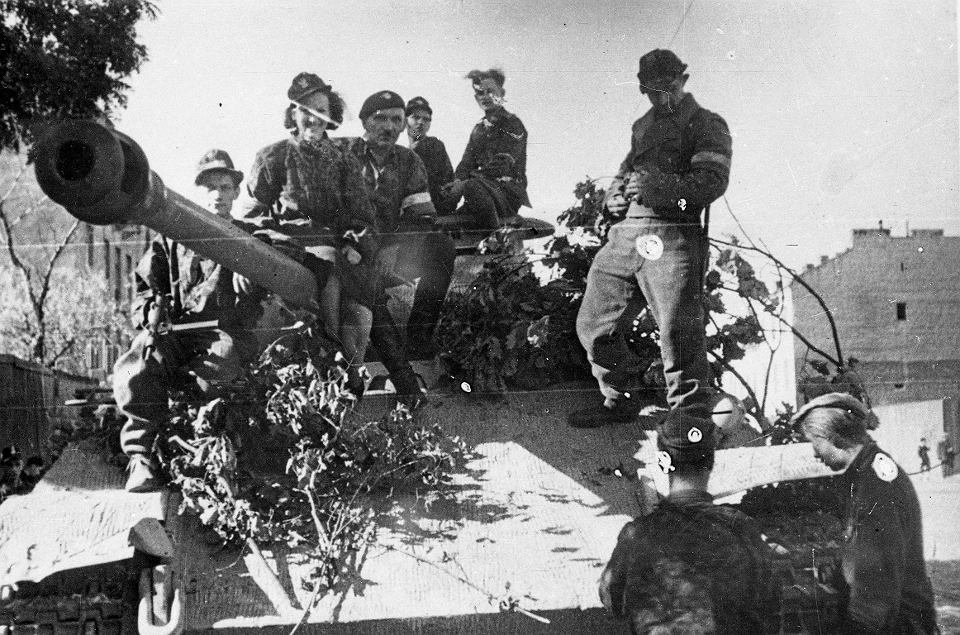
ワルシャワ蜂起で国内軍に鹵獲されたパンター 1944年8月2日
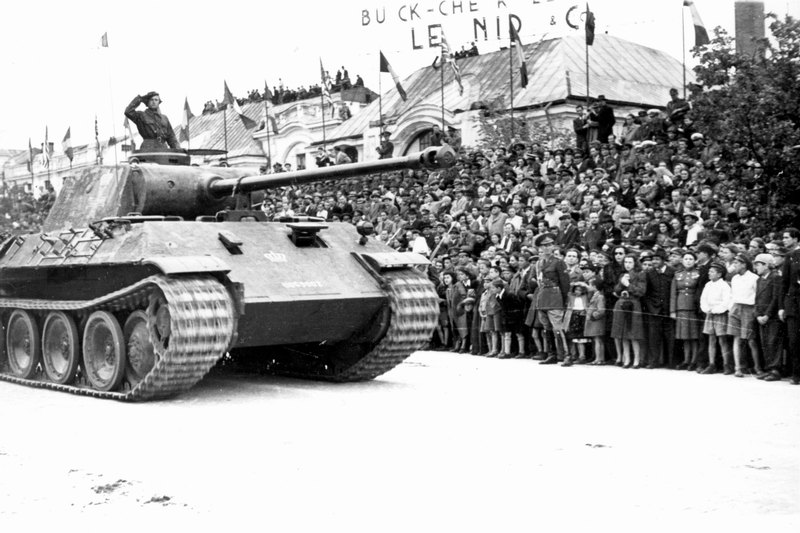
戦後ルーマニア軍で運用されるパンターD型 1946年

## 戦後
ブルガリアは戦後社会主義体制となり1946年にブルガリア人民共和国発足の後、ソ連から鹵獲品のパンターを15両程度供与され、同じく鹵獲品のIV号駆逐戦車や枢軸国時代にナチスドイツより提供されたIV号戦車などと共に、ソ連製戦車を供与されるまでの間の装甲戦力としていた。これらの車両は1948年頃まで現役として使用され、ブルガリア軍にソ連より戦車が供与された後も、トルコとの国境地帯に固定砲台（トーチカ）として配置され、1980年代まで用いられた。
ソ連軍に鹵獲されたパンターは、ソ連軍の他、親ソ派ルーマニア人の義勇部隊、第1ルーマニア義勇師団“トゥドル・ウラジミレスク”に他の鹵獲ドイツ軍装甲車両と共に与えられ、同師団の機甲戦力として戦闘に投入された。戦後、1947年にルーマニア人民共和国が成立し、同部隊が義勇師団からルーマニア陸軍の正規部隊となって機甲師団に改変された後も装備され、1950年代に入りソ連より戦車の供与が始まるまで使用された。
また、フランスは第二次世界大戦後、ドイツ軍の残存車両を再生したものに加えて占領時代の工場で生産したパンターで戦車部隊を編成している。これらフランス製パンターは1951年頃まで現役で運用され、退役後も1961年頃までパリ近郊で予備保管されていた。後に少数が武装を撤去して民間に払い下げられており、重量物トラクターやクレーン車に改造されて使用されている。
2015年7月初旬、ドイツ北部の民家から8.8cm FlaK 18/36/37と共に1両のパンターがドイツ連邦軍に押収された。

## バリエーション

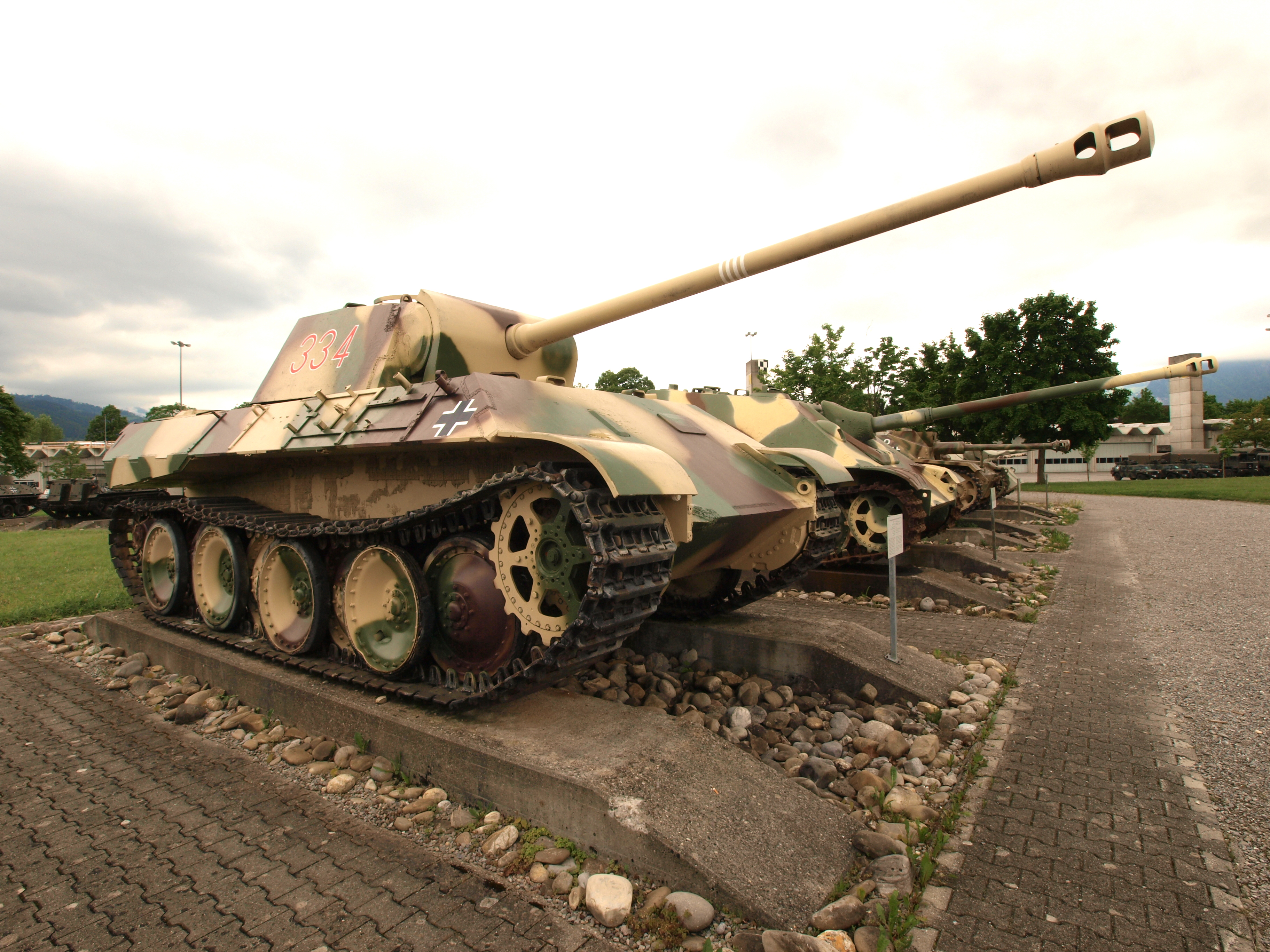
パンターD型
この車両はA型の初期タイプの砲塔を搭載している

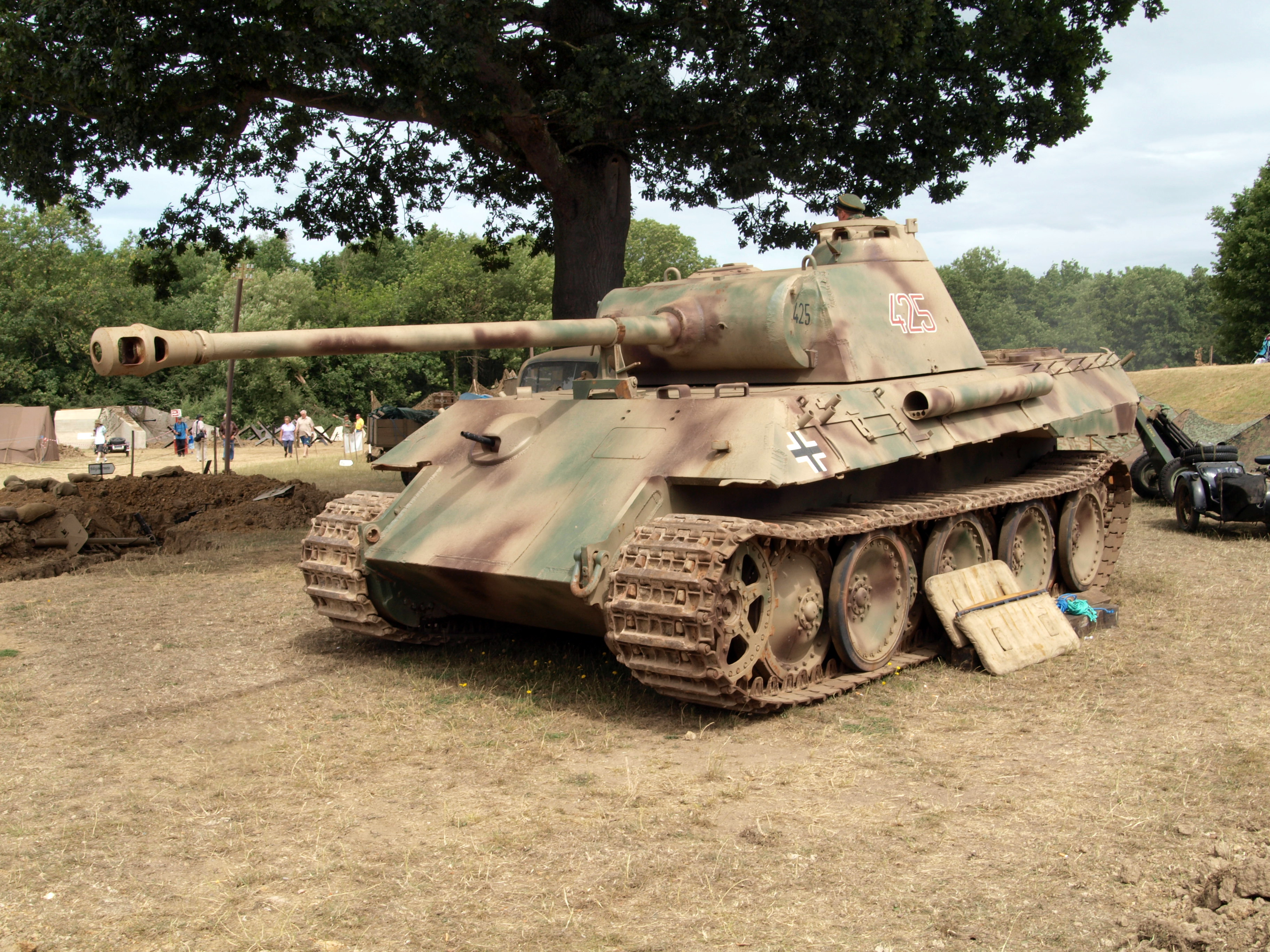
パンターA型

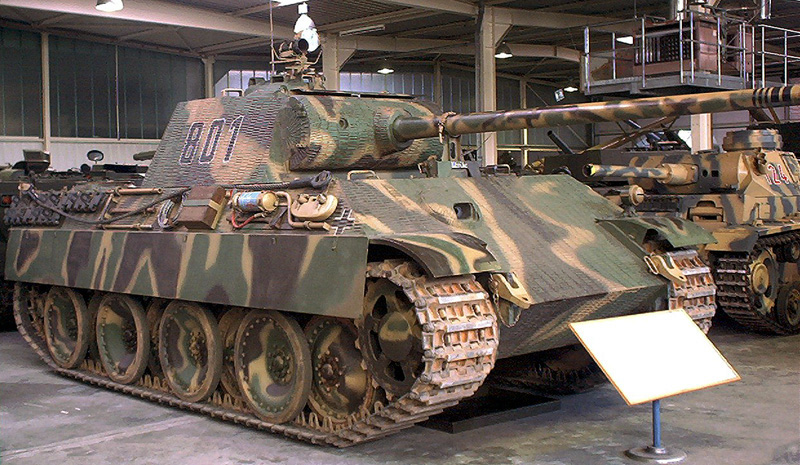
パンターG型

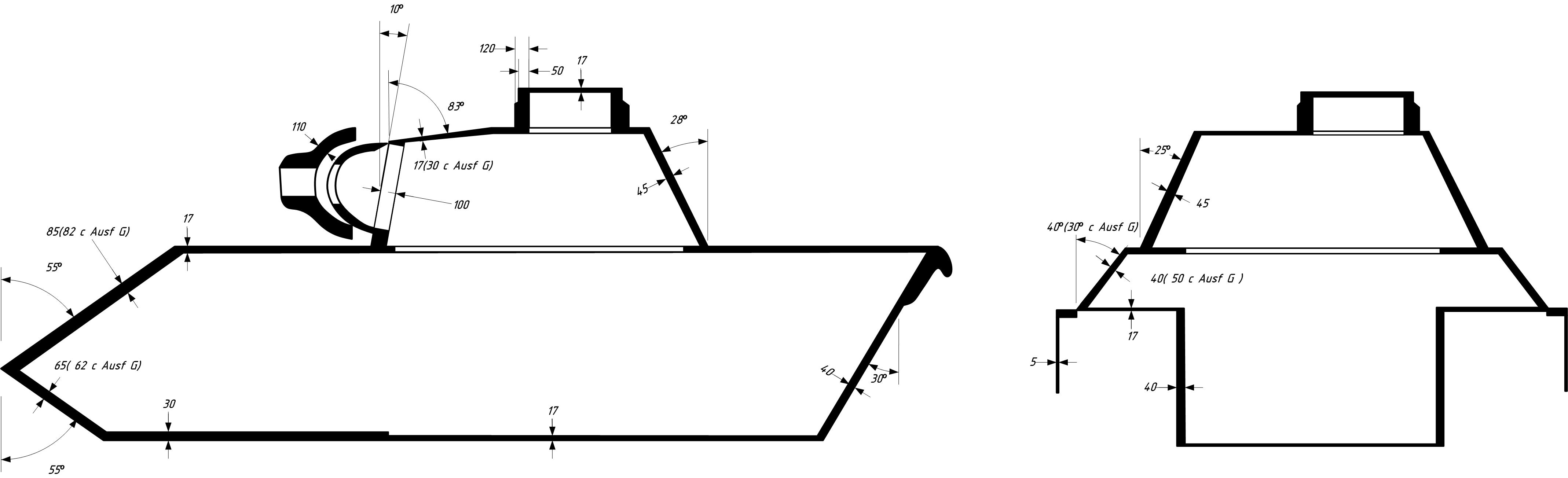
G型の装甲厚

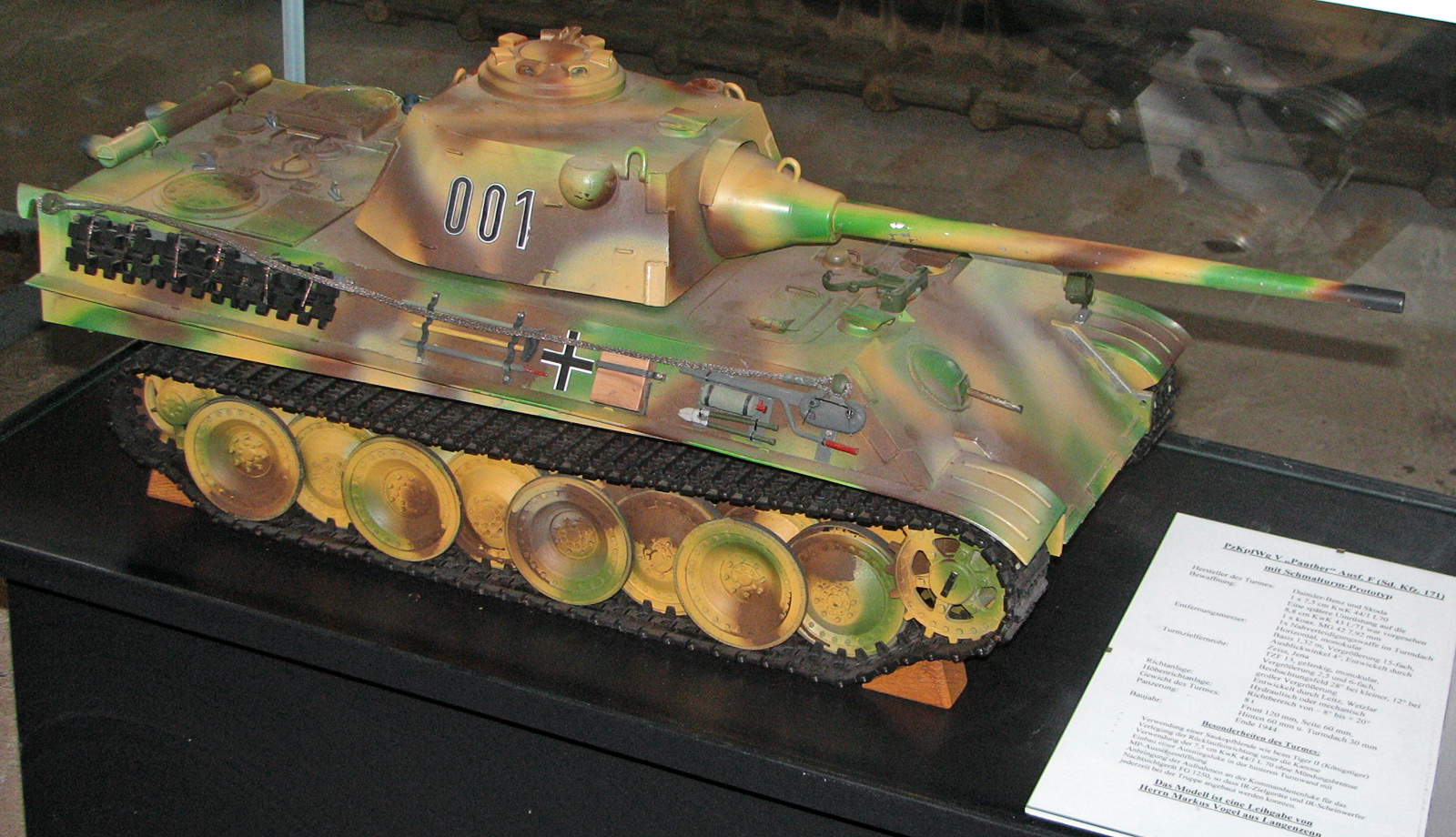
パンターF型の模型

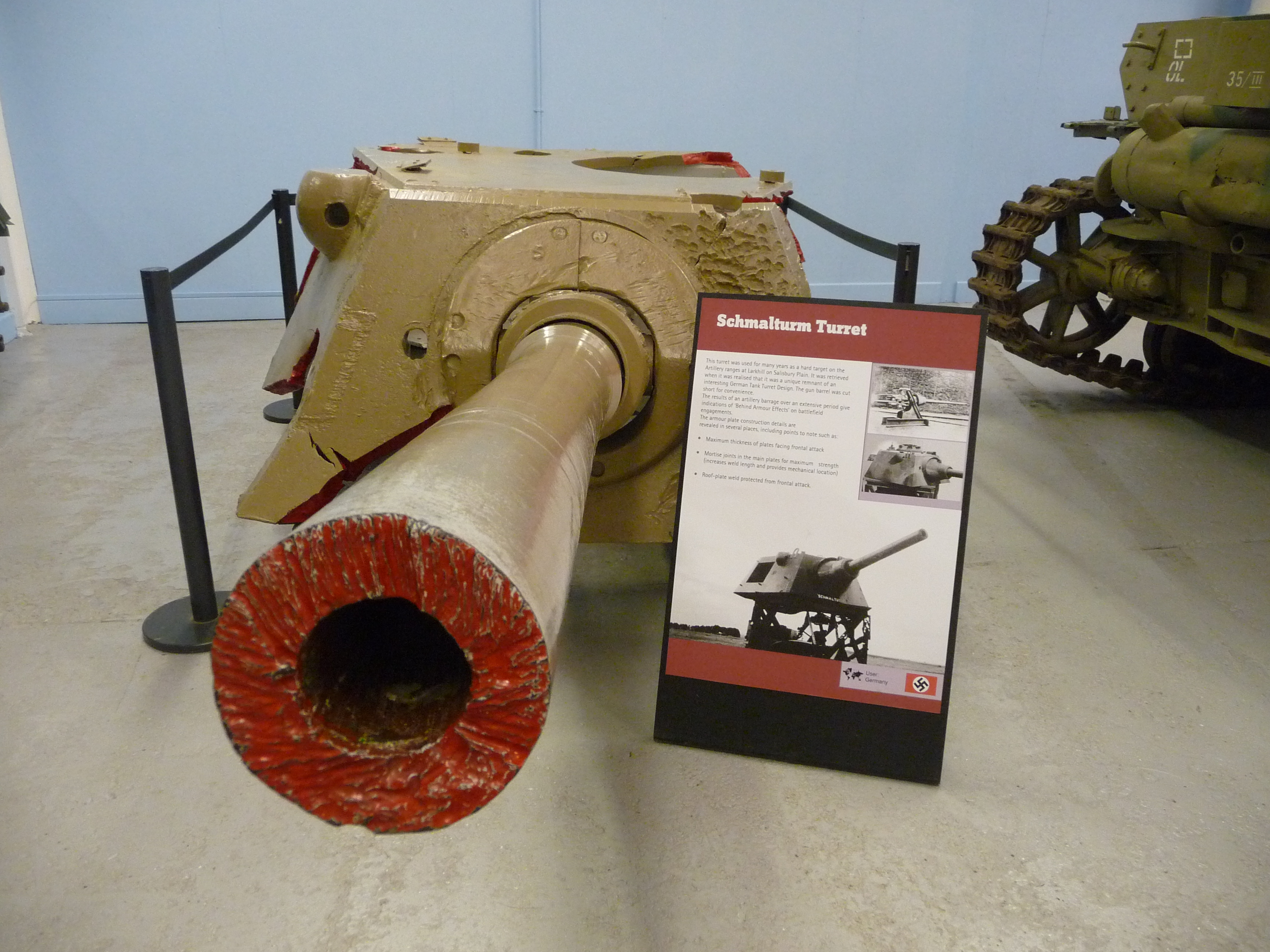
ボービントン戦車博物館に現存するシュマールトゥルム

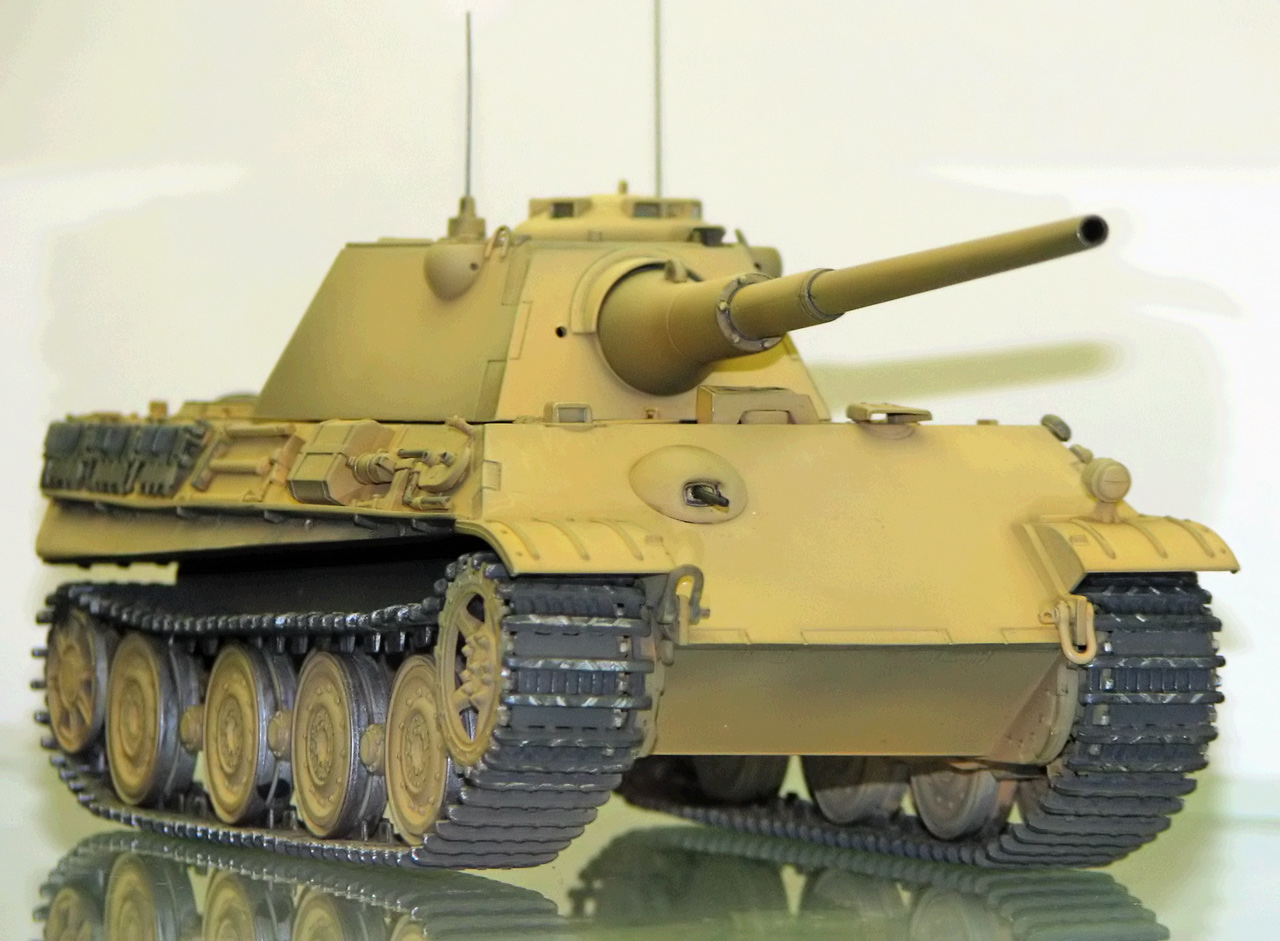
パンターIIの模型

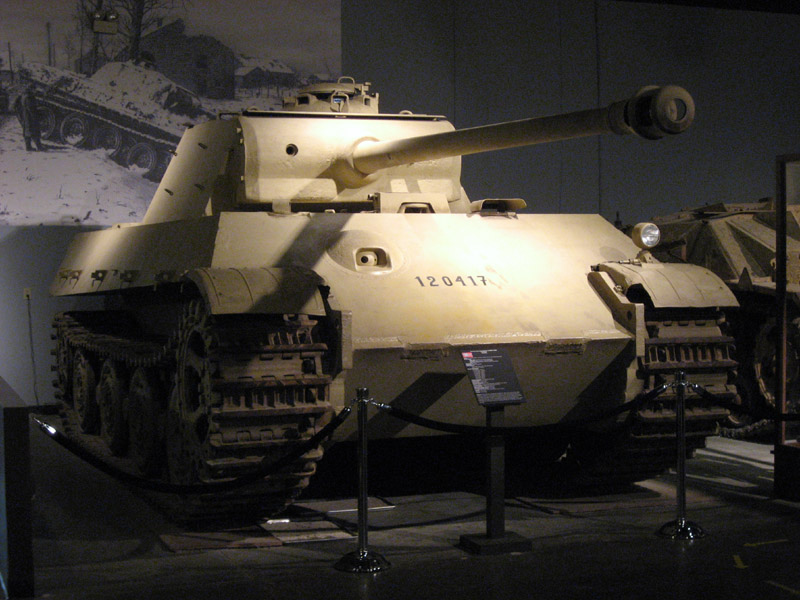
パットン・ミュージアムのパンターII試作車台(展示用にG型砲塔が搭載されている)

パンターD型
1943年1月-9月にかけてMAN、ダイムラー・ベンツ、ヘンシェル、MNH各社によって842両が生産された最初の型。このうちヘンシェル社では車体のみが製造され、砲塔の製造はヴェクマン社が担当している。
D型の原型である試作2号車「フェアズーフス・パンターV2(Versuchspanther V2)」では砲塔左側に車長キューポラ用の張り出しがあったが、量産型では無くなっている。この60mm厚の装甲を持つ、6つの視察口を持つドラム型（ダストビン型ともいう）キューポラは、防弾ガラスを通して直接視認するタイプであった。また主砲の照準装置は双眼式のTZF12を装備している。車体前方にMGクラッペ（車内に搭載された機関銃を発砲するための蓋付きの開口部）が設置されているのは、この時点では80mm厚の装甲に対応したボールマウント式銃架の開発が間に合っていなかったためである。
予定されていたマイバッハV12型HL230 P30エンジン(700PS/3000rpm)も間に合わず、第250号車まではV12型HL210 P30(650PS/3000rpm)が搭載されている。
当初砲塔の左側に連絡用ハッチが設置されていたが、防御力向上のために1943年8月以降の生産車から廃止された。また砲塔の左右に煙幕弾発射器が装備されていたが、被弾によって損傷し、不必要なときに発煙し視界を妨げるため撤去された。
製造後にも、脱落しやすい転綸のゴム製リムを固定するリベットの数を増やすなど改修が加えられている。こういった初期故障への対応が完了しない状態のまま、第10戦車旅団の（実数）192両のD型がクルスク南部戦区に投入された。エンジンコンパートメントは気密性を確保し、浅い川などを渡河する能力をパンターに付与したものの、逆にエンジン区画の換気性能の低下を招き、加えてエンジンがオーバーヒートし易くなる原因となった。また初期型においては燃料系の漏れ対策が不十分であり、エンジン区画への燃料漏れ、火災など数々のトラブルが発生し、実戦デビューは大失敗に終わる。この前後に、実に40を超える細かい改修が製造済みの車両や生産ライン上の工程に加えられていったものの、最終型に至っても克服できなかった問題点も残っていた。
最初の量産型なのに形式名がD型である理由については、A～C型は試作車両として存在する、敵方への情報撹乱のため、単に書類上の誤りなどの諸説があった。実際には前述のように当初はA型と命名されているのだが、なぜD型に変更されたのかは不明である。
車体番号は210001～210254および211001～214000。
パンターA型

1943年9月-1944年7月にかけて、851号車以降、MAN、ダイムラー・ベンツ、MNH、デマーク各社により約2,200両が生産された。
車体そのものにはD型から大きな変更は無かったが、問題が多かった変速機を変更するなど機械的信頼性を高めた。また1943年11月の生産車から車体前面のMGクラッペが新型ボールマウント式機銃架・クーゲルブレンデ80に改められた。
砲塔は新設計で、D型の直視式から、装甲が強化されペリスコープによる間接視認式となった鋳造製の新型キューポラに、主砲用照準器は途中から単眼式のTZF12aに変更されている。また砲塔旋回速度の変更ができるようになり、標的の捕捉が容易になった。途中から砲塔上面に擲弾を発射できる近接防御兵器の搭載が予定されたが、生産が間に合わず取り付け部に蓋がされているものが多い。
D型の次の型式名がE型ではなくA型となった理由は不明である。防諜のためという説があるが、裏付けとなるような公式の記録はない。
車体番号は151000～160000および210255～211000。
パンターG型

1944年3月からMAN、ダイムラー・ベンツ、MNH各社により3,100両ほど（2,953両説もあり）が、1945年4月に工場が占領されるまで生産され続けた。
開発中止になったパンターII での改良点を加えた事実上のパンターの完成型。弱点だった車体側面装甲が若干強化されている反面、被弾率の低い車体下部前面などは逆に削られた。また、生産途中からD・A型で問題になった主砲前面防循のショットトラップ（防循で跳弾した敵弾が装甲の弱い車体上面を直撃してしまう現象）対策で防循下部に“あご”状の張り出しを設けた物も使用された。
操縦手と無線手用のハッチは、それまでの持ち上げてから横旋回で開くタイプから、ヒンジ付きで普通に上に開くタイプに変更された。当時の多くの戦車の弱点である操縦手のクラッペ（視察窓）は廃止され、それまでの固定式から変更された旋回式ペリスコープから外部を視認した。しかしこれにより行軍中に直接外を見ることができず不便になったので、後に座席の高さを変えてハッチ穴から頭を出せるように、またそれに合わせ操縦ペダルも高さの違う二組に改良された。一部の車輛は赤外線暗視装置を搭載し、実戦使用された。また、排気管も生産途中で消炎型の物に改められた。
A型の次の型式名がB型ではなくG型となった理由は不明である。
車体番号は120301～130000（途中欠番あり）。
パンターF型

ラインメタル社が基本設計、ダイムラー・ベンツ社が製作した小型砲塔（シュマールトゥルム）が搭載され、重量を軽減すると共に防御力が高められていた。この小型砲塔ではキューポラのハッチの開き方がヒンジ式に変更され、SZF1潜望鏡式照準器が装備されていた。また車体にも改良が行なわれ、車体上面・下部装甲の増厚、操縦手、装填手用ハッチのスライド式への変更、車体前面機銃をMG34からMG42へ変更、乗員自衛用のMP43装備などが行なわれている。
主砲はチェコのシュコダ社の開発したKwK44/1に変更され、ステレオ式測距器が装備された。
1944年に最初のシュマールトゥルムが試作され、8月に通常のG型車台に搭載された。1945年1月には2番目の試作砲塔が別のG型(車台番号120413)に搭載された。1944年10月に策定された量産計画によれば、F型は各社で1945年3月から5月中に製造が開始され、1945年6月に全てのパンターはシュマールトゥルムを装備して完成されるものとされたが、1945年1月30日時点では最初の完成予定が6月または8月まで延ばされており、そのまま終戦を迎えた。試作砲塔は戦後アメリカ軍とイギリス軍に押収され、評価のためそれぞれの国へ送られた。後者は砲撃訓練の目標物として使用された後、現在はボービントン戦車博物館に展示されている。
G型の次の型式名がH型ではなくF型とされた理由は不明である。
本車の計画は後述のパンターIIと共に各種戦車の共通化を目指した「E計画」のうちE-50に繋がっている。

パンターII
試作型に対するヒトラーの改良要求のうち、D型には間に合わなかった点を取り入れ改設計された、A型以前に計画開始された型。1943年初頭から設計が始められたこの型は、全体に強化された装甲と、パンターI（従来型のパンター）の三重構造の挟み込み型配置よりもシンプルな、二重構造の千鳥足型配置で鋼製転輪、2枚一組のシングルピン式660mm履帯の足回りを持ち、当時ティーガー3の名称で構想されていたティーガーIIの開発計画との部品共通化が図られ、例えば履帯はティーガーIIが鉄道輸送時に用いる幅の狭い物を流用していた。砲塔はF型の小型砲塔に類似した数種の設計案が検討された。
1943年1月後半に開発が始められた当初は、1943年9月からの生産開始が見込まれていたが、既に各工場ともパンターIの生産に手一杯であり、パンターIIの開発に労力を費やすよりも従来型に足回り以外の改良点を反映させた方が現実的である（これは後にG型として結実する）との判断から計画は進展せず、1943年8月にMAN社で試作車1輛が完成しただけで、砲塔部分は開発自体完了しないまま、1944年初頭にパンターIIの量産化は断念された。
終戦時、試作車は未完成であった砲塔の代用としてリング状のウェイトを載せた状態でアメリカ軍によって鹵獲され、アメリカのアバディーン性能試験場へ送られた。試作車台はデトロイトでの試験後にアバディーンへ戻された後、G型(車台番号121447)の砲塔を流用して整備された。現在のパットン・ミュージアムでの保存展示に際して、別のG型(車台番号121455)の砲塔に交換されたが、いずれにせよパンターII本来の計画とは無関係である。
本車の計画は各種戦車の共通化を目指した「E計画」のうちE-50に繋がっている。

## 派生型

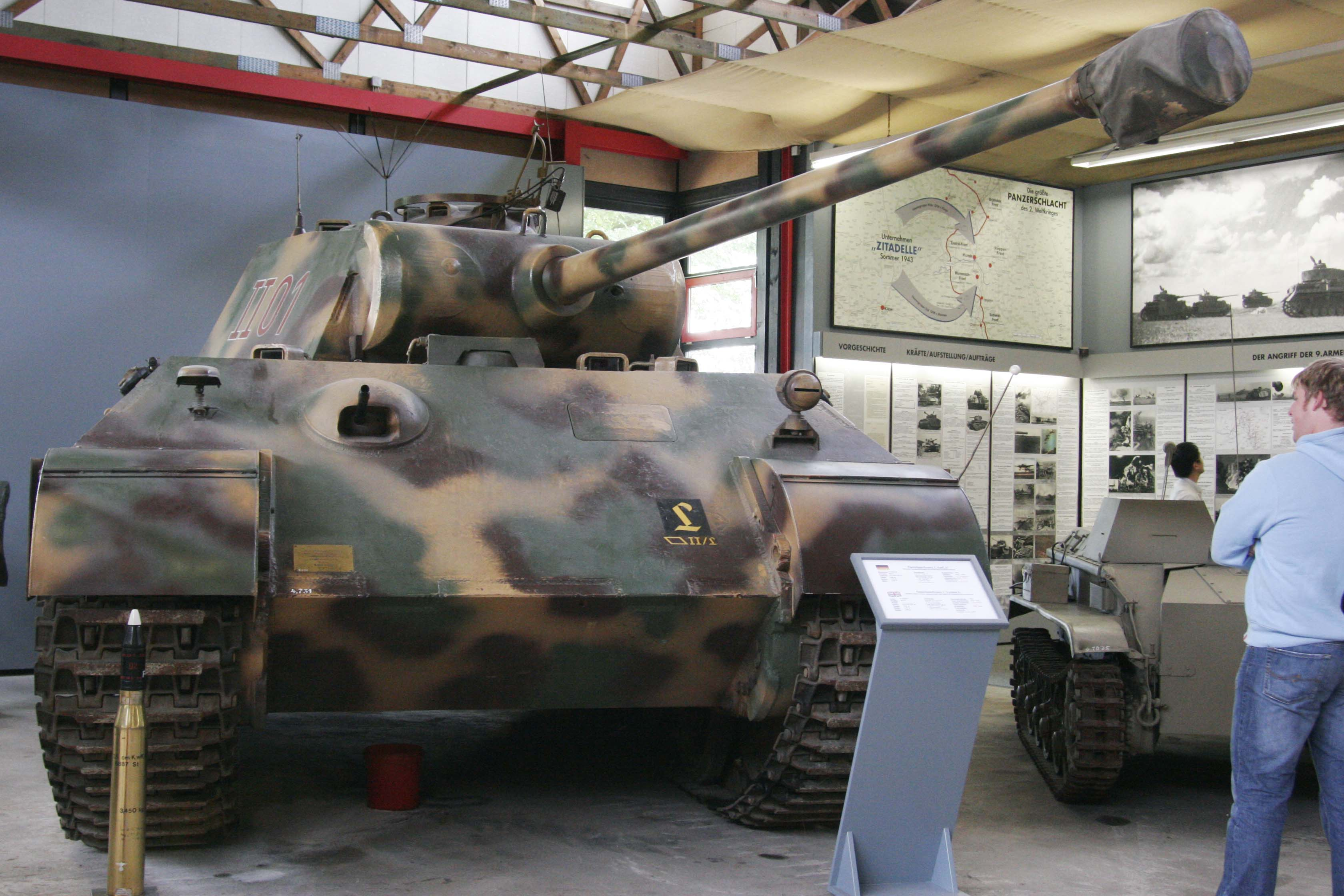
パンター指揮戦車(A型ベースの車両)砲塔上面後部に星形アンテナが見える
ムンスター戦車博物館の展示車両

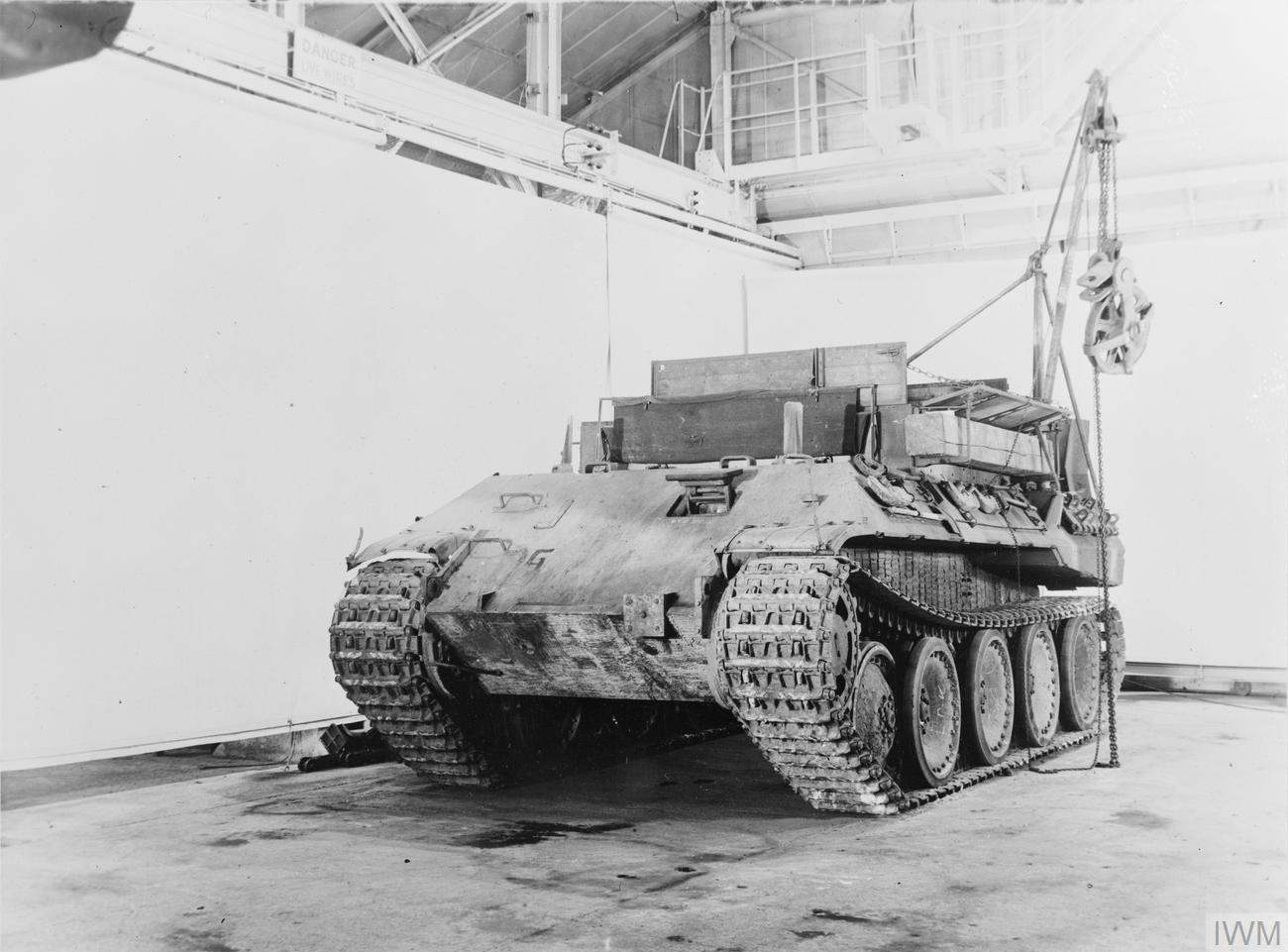
ベルゲパンターA型
車体機銃を持たないA初期型車体を使用、D型では砲塔を撤去した跡に蓋を付けただけで、A型のような木製の囲いはない

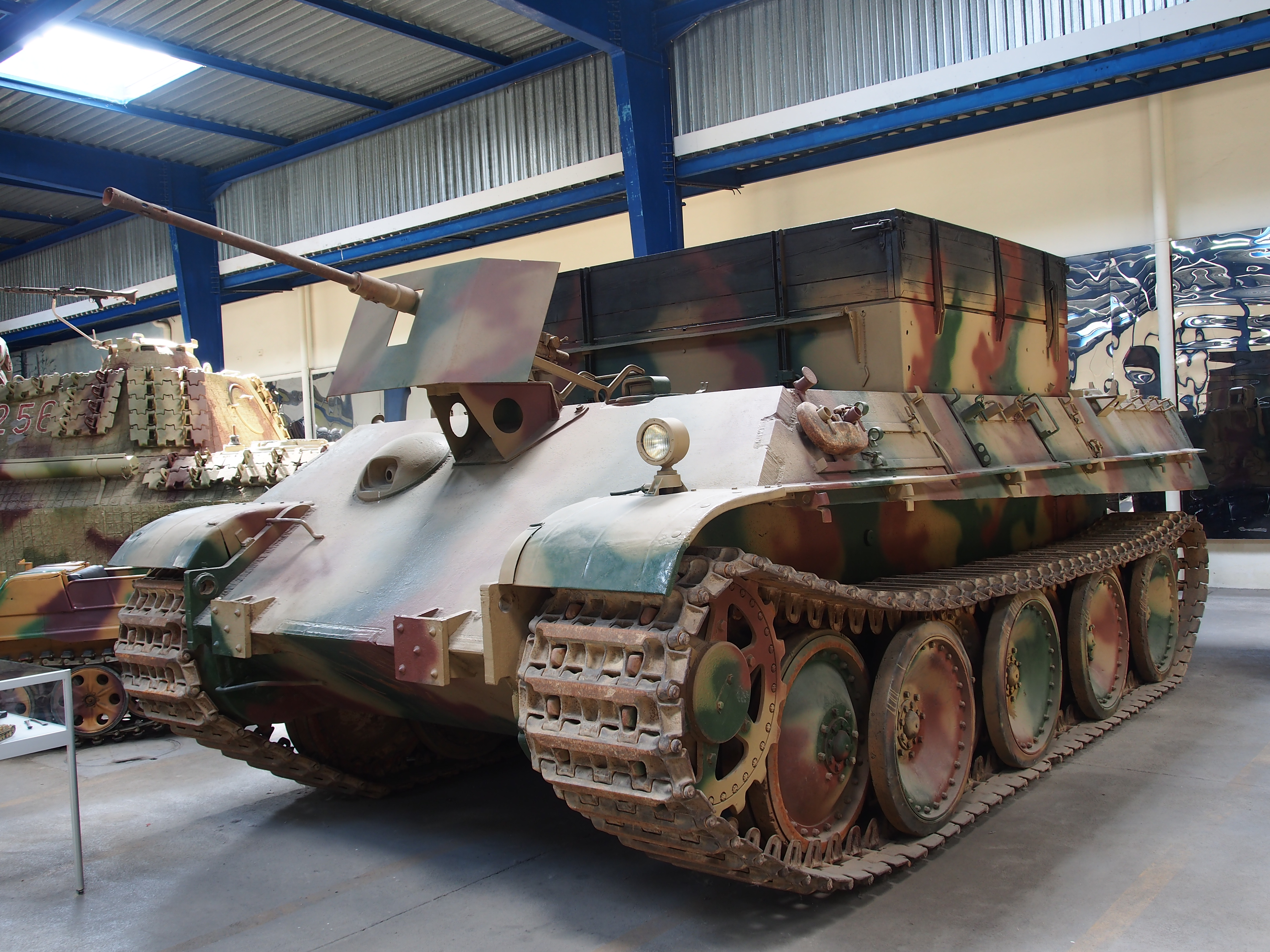
ベルゲパンターG型
復元車両のため、A型までの機関砲と取り付け架が付いている

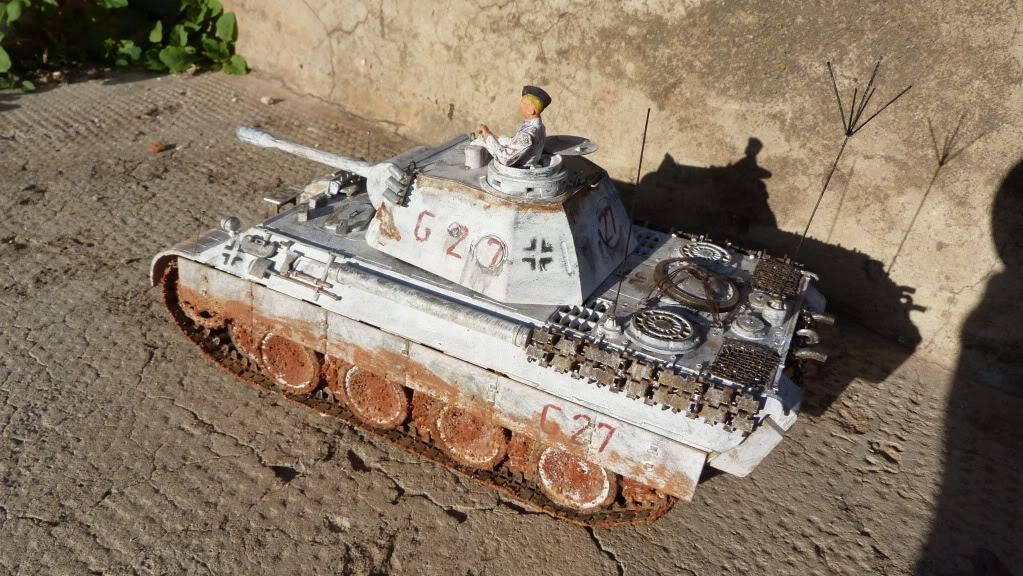
装甲砲兵観測車 パンター(模型)
D初期型タイプ

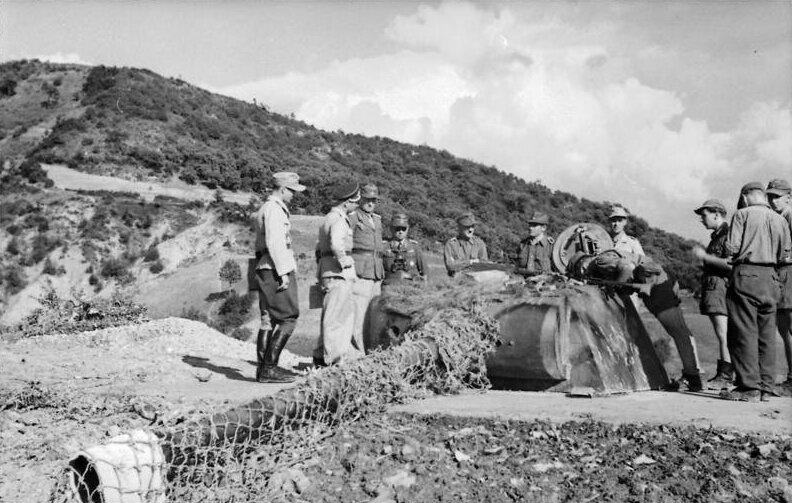
D型の砲塔を改造・流用したオストヴァルトゥルム

パンター指揮戦車（Sd.Kfz.267）

中隊指揮官・副官以上用に350輛（D型75両、A型200両、G型75両）が生産された他、改修キットにより既存のパンターから改造された。
標準的なFu5無線機に加え、上級司令部などとの連絡用にFug8長距離用無線機と星形アンテナ（独：シュテルン・アンテネ）を搭載した。無線と発電機の増設のため、搭載弾薬が79発から64発に減らされ、主砲同軸機銃が撤去されている。

戦車回収用器材（パンターI）（Panzer-Bergegerät (Panther I). Sd.kfz.179

またはベルゲパンター(Bergepanther)、パンター戦車回収車(Pz.Berge.Wg.Panther)とも呼ばれる。ドイツ軍では18t ハーフトラックSd Kfz 9を戦車回収車として使用していたが、パンターやティーガーなどの50t前後の戦車には3両以上の重連牽引が必要で、回収車の車体フレームにダメージを与えかねないため、新たに本車が開発された。
1943年3月29日のグデーリアン機甲部隊総監より、生産中のパンターの一部に砲塔を搭載せず、暫定的な装甲回収車として完成させよとの命令が出された。これを受けたMAN社は、D型の砲塔用開口部に開閉可能な木製の蓋を付け、簡易クレーンを装備した暫定型を12両製造、6月にはラウヘルト戦車旅団に送られ配備された。
ヘンシェル社へはA型の第二期生産分70両を、ウィンチを装備したより本格的な仕様の回収車として完成させるよう命令が出されたが、戦車型パンター車台の改修やMAN社による設計の遅れもあり、ルールシュタール社により改修された専用車体が戦車型とは別のラインで生産されることとなった。このボールマウント式銃架を持たないA初期型車体（古い資料ではD型と誤認されている）を用い、ウィンチと大型の駐鋤を装備したベルゲパンターA型はダイムラーベンツ社によって製造され、1944年3月の第二期生産分からデマーク社に引き継がれた。追加武装として車体前方に2cm機関砲Kwk38が設置できるようになっていたが、実戦で使われている写真は見られず、A型の途中より取り付け架が廃止されている。
更に後、車体前面にMG34機銃のボールマウント式銃架を装備したパンターG型車体に、操縦手・無線手用それぞれのペリスコープカバー上に対空銃架用台座を追加し、A型で用いられた回収器材を搭載したベルゲパンターG型が生産された。これら回収型は可能な限り、パンターおよびティーガー大隊の回収分隊に2両ずつ配備することとなっており、他に各司令部直属の独立修理・回収部隊でも用いられた。
エレファントを主力とする第653重戦車駆逐大隊では、ウィンチのないD型車体ベースの車両にIV号戦車H型の砲塔を固定装備した現地改造車（指揮戦車ともされるが詳細は不明）や、同タイプの車体に2cm Flakvierling38 4連装対空機関砲を搭載した対空車両が配備されている。また別の部隊により、同タイプの車体に3.7cm FlaK37対空機関砲を載せて自走対空砲にした、現地改造型の存在も確認されている。

装甲砲兵観測車 パンター（Panzerbeobachtungswagen Panther）
戦闘型パンターから主砲を撤去して木製のダミー砲身と防盾を付け、ダミー砲身の横にボールマウント式のMG34機関銃を増設、距離計など砲兵用の観測機材と無線機を装備した、前線での着弾観測を行う車両。
III号装甲砲兵観測車の後継車輛として1944年末から1945年にかけ41両が改造されたとされる。この手の任務に貴重なパンターを使うのは贅沢であるとの批判もあり、その後一部または全ての車両が戦車型に再改造された。

M10偽装車（Ersatz M10）
西部戦線における最後の大反攻「クリストローゼ作戦」（アルデンヌの戦い）の一端でアメリカ軍部隊に変装して潜入を図る「グライフ作戦」用に少なくとも5両（ナンバーからの推測で10両とも）のパンターG型がアメリカ軍のM10 GMCを模した偽装を施され、オットー・スコルツェニー親衛隊中佐に指揮される第150装甲旅団に配備された。
キューポラを取り外し、砲塔・車体の前・側面に厚さ18～19mmの軟鉄製偽装車体を被せた作りで、これを調査したアメリカ軍の情報士官も完成度の高さを評価している。塗装もアメリカ軍の全面オリーブドラブに、アメリカ軍を示す白星の国籍マーク、第5機甲師団第10機甲連隊風の車体ナンバーが書き込まれていた。しかし行軍中の大渋滞に巻き込まれ先行することができず、結局はマルメディ市街地への強襲攻撃に使われ、地雷やバズーカ、砲撃によって4両が失われてしまった。

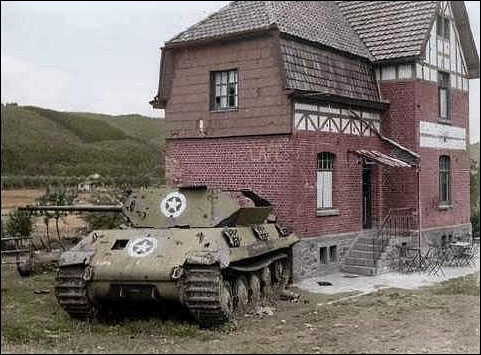
民家に放棄されたM10偽装車。
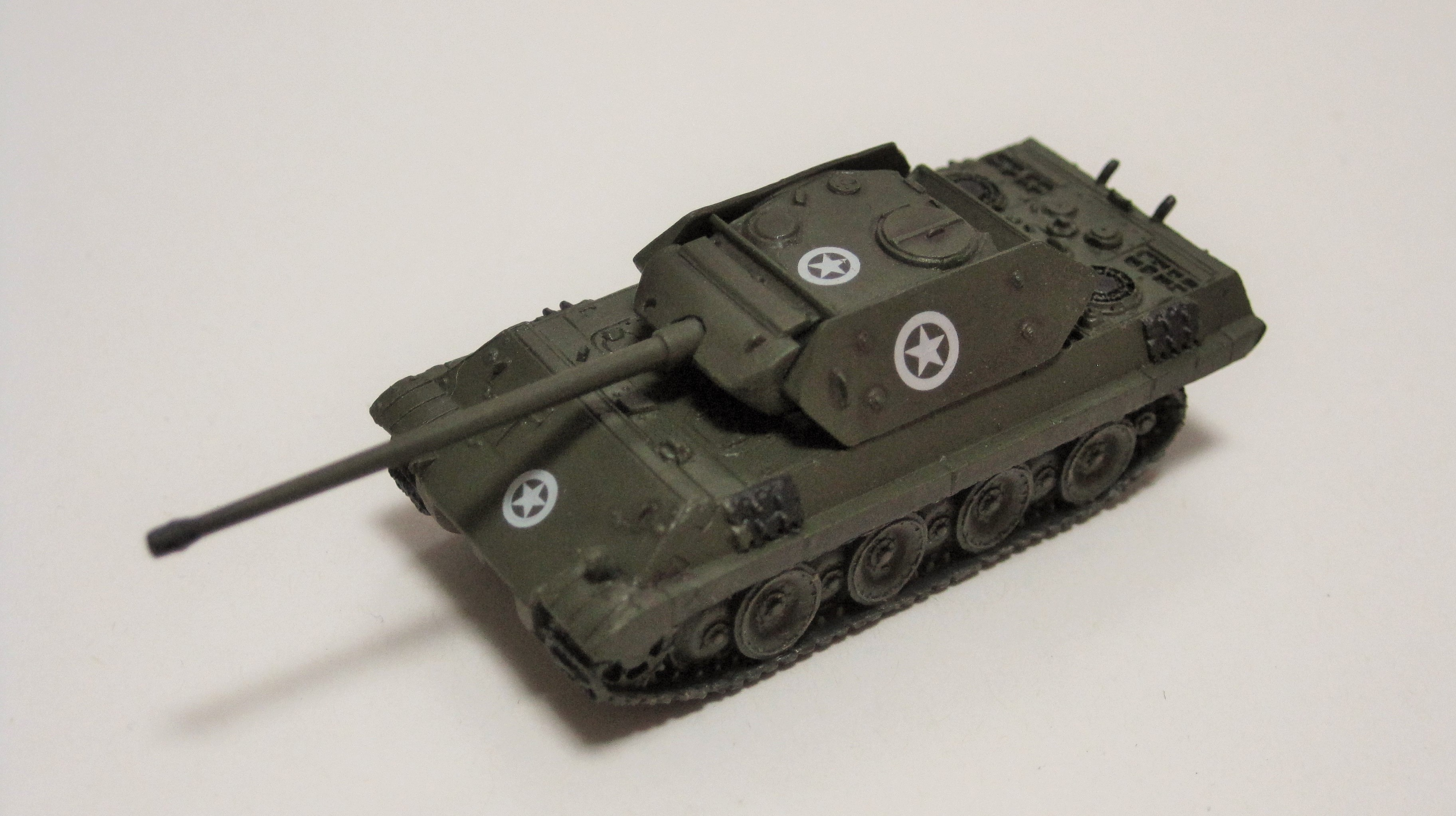
M10偽装車（模型） （WTM第8弾「M10パンター」）
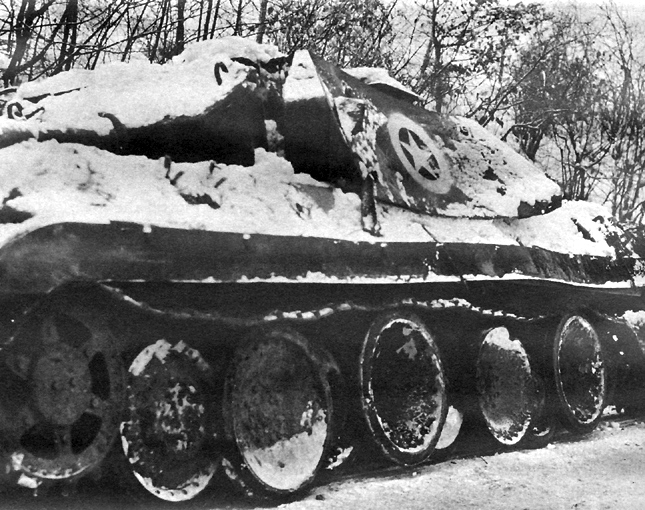
M10に偽装されたパンターB4号車。地雷によって破壊され、偽装用の薄い砲塔外板がひしゃげている。

ヤークトパンター（Jagdpanther (Sd.Kfz.173)
パンターの車体を元に、71口径8.8cm対戦車砲 (8.8 cm PaK 43/3 L/71)を搭載した駆逐戦車。
V号戦車 パンターG型 20 mm四連装対空戦車
1943年にパンターの車台を利用する対空戦車の開発が開始され、その際151/20 20 mm機関砲を4連装した砲塔を搭載する車両の図面が製作された。だが20mm機関砲では火力が不足しており、またベースとなるパンター戦車の生産もままならなかった為、生産されることはなかった。
3.7cm連装高射砲搭載パンター戦車（ケーリアン）（Flakpanzer Coelian）
試作のみの対空戦車型で、パンターのシャーシの上に3.7 cm Flak 43高射機関砲を連装で搭載した密閉型砲塔を持つ予定だった。実物大モックアップが作られ、計画は1945年1月の時点まである程度進んでいたものの、陸軍兵器局試験部第6課から「車体サイズに比べ火力が貧弱」との指摘があり、この砲塔を拡大したような形で連装5.5cm高射機関砲を備えた車両に計画が移行した。「Coelian」とは、ラテン語の「coeli」（「天」という意味）に、接尾辞である「～an」（「～人」「～の性質を持つ者」「～に属する者」「～の住人」「～を信奉する人々」といった意味）が付いたものである。
星型空冷エンジン搭載車
MAN社が独自に試作を行ったBMW 132空冷星型エンジンをパンターG型に組み込んだタイプ。冷却能力は十分であり、エンジンの製造時間の短さから増加試作をMAN社は望んだが、下側シリンダーの点火プラグとバルブの交換のためだけにエンジンを丸々取り出す必要があり、整備面の問題から計画は中止された。
ガスタービン試験車
ドイツ軍では小型かつ発揮馬力の高い戦車の動力としてガスタービンに着目し、当初、VI号戦車にGT 101 ガスタービンユニットを搭載する予定だったが、機関室の容積に収まらないため、V号戦車に搭載することになり、1944年、9月25日試作車が完成した。
最初に開発された戦車用ガスタービンエンジンはアニュラー型燃焼器、圧縮機は5段軸流式で2段のタービンで圧縮機を駆動して1段のタービンで出力を取り出す型式だった。後に圧縮が4段、出力側タービンが圧縮機駆動兼用3段式に改良された。原理的には現在のM1A1やT-80に搭載されているものと同じである。低速での発進が難しく、ガスタービンの寿命も短かった。低速時でも燃料消費が多かった。
GT101は14,000回転で1150hpの出力、重量450kg、圧縮比4.5:1、タービン入口温度800℃だった。更に、9段軸流圧縮、3段タービンに改良されたGT102が開発されている。
オストヴァルトゥルム（Ostwallturm：「東方の壁砲塔」の意）
パンターの砲塔だけを地上に置いた固定砲台。「東方の壁」とは東部戦線の要塞や陣地を意味するが、西部戦線やイタリア戦線で使われた数の方が多い。野砲の榴弾に耐えられるように上面装甲が40mmに強化され、姿勢の高いキューポラを撤去し平板なハッチに変更した物も多い。
鋼鉄の装甲箱に載せられたI型（砲塔手動旋回）と、コンクリート製の地中トーチカに載せられたIII型（砲塔旋回モーター用発電機と居住施設・ストーブを装備）が実際に使われた。これを、III型ではなくII型だとする説もある。
末期には、コンクリートですら資材不足から、木製台座のオストヴァルトゥルムも作られている。
オストヴァルトゥルムと対戦したイギリス軍の報告によると、通常の対戦車砲よりも強力でやっかいな存在であると評価されている。
なお大戦末期のベルリンの戦いに先立ち、パンターを使った代用トーチカ10基が設置されているが、これはオストヴァルトゥルムではなく、修理に戻されていたパンターの足周りやエンジンを撤去して埋めたものであった。

## ギャラリー

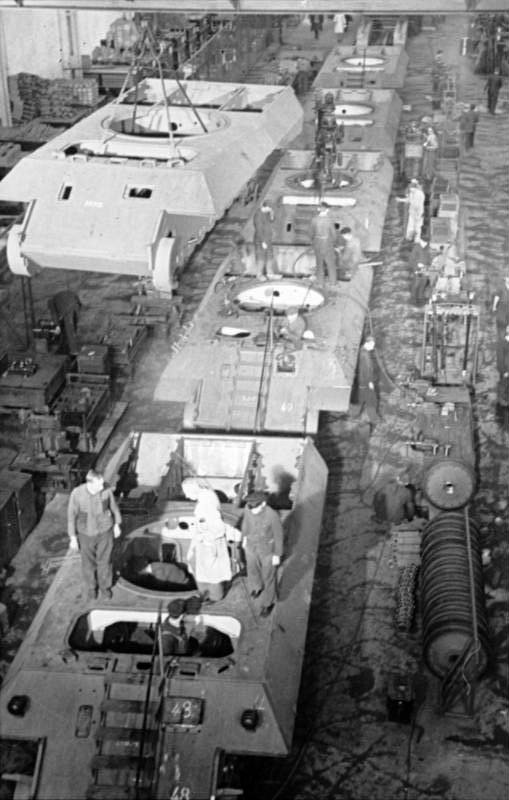
パンターの製造ライン （車体前面の形状とペリスコープの数からD型であることがわかる）
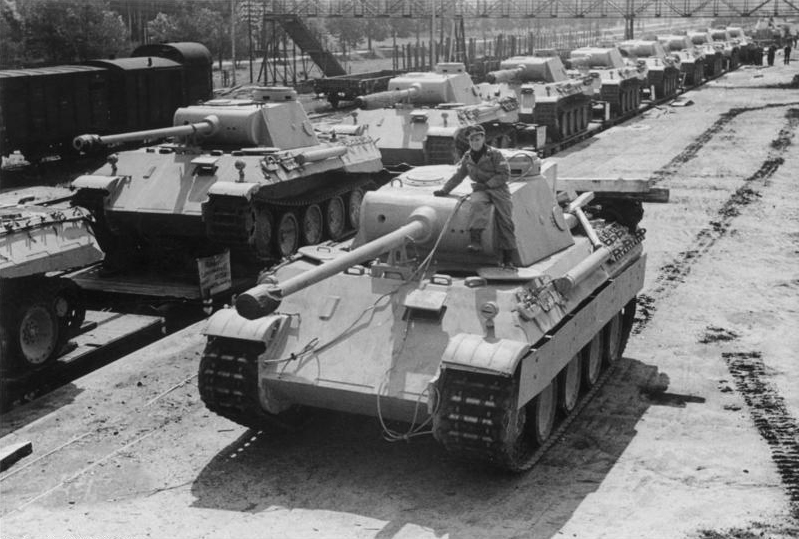
戦線へ送るため貨車に積載される新車のパンターD型 1943年
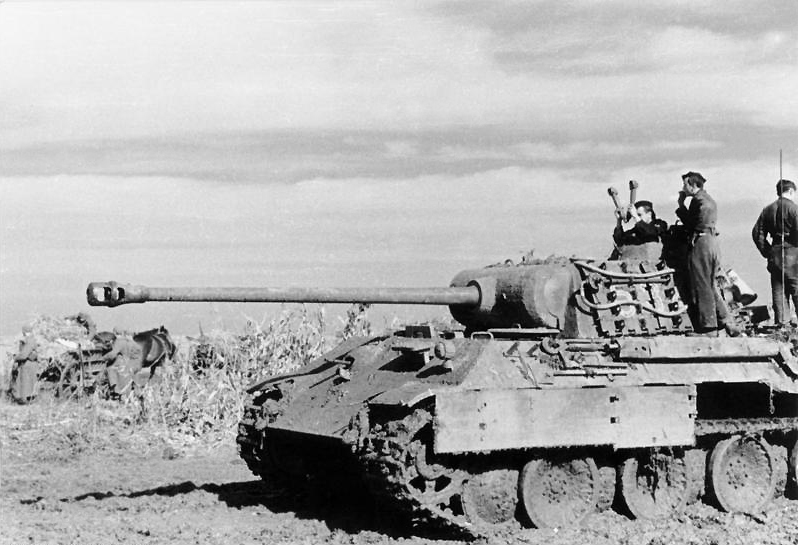
東部戦線でのパンターA型 1943年
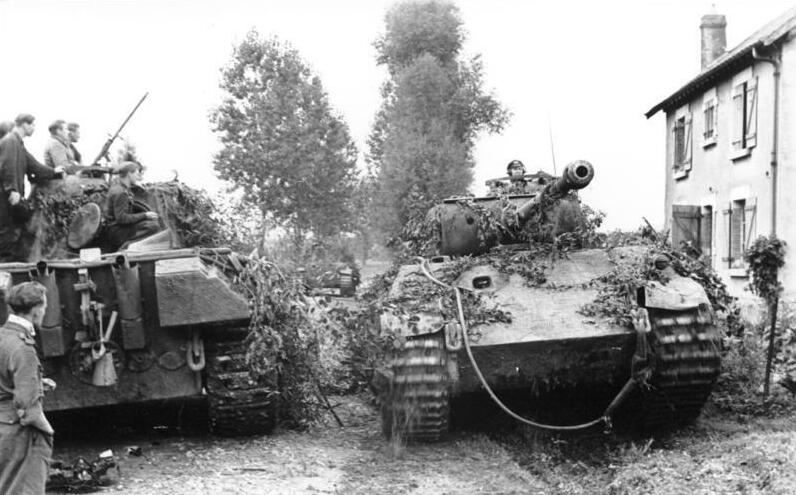
ノルマンディー（フランス）でのパンターG型 車体に草木を装着してカモフラージュしている
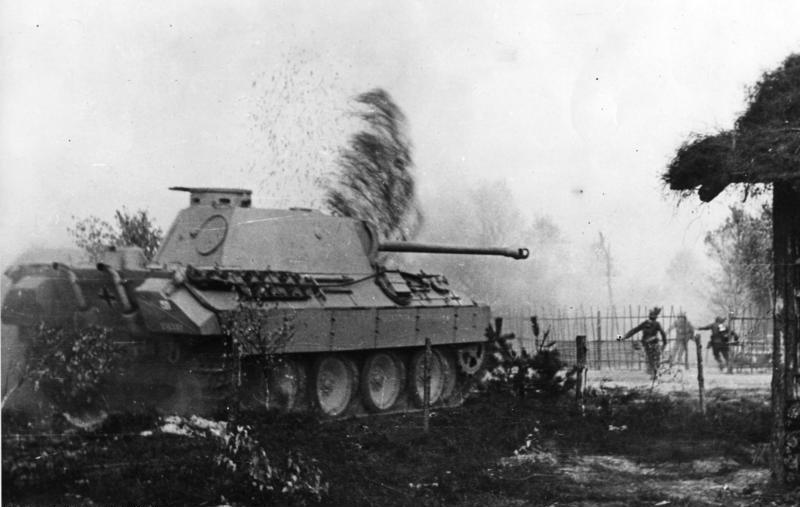
戦闘中のパンターD型
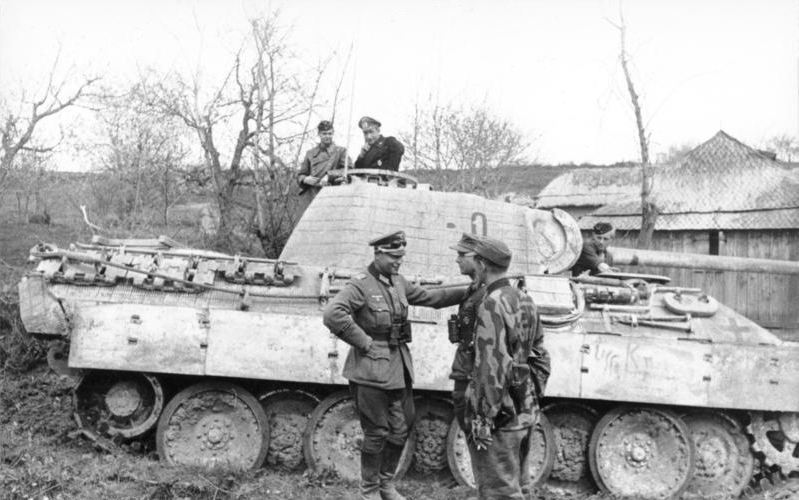
グロースドイッチュラント師団のパンターA型。1944年ウクライナ
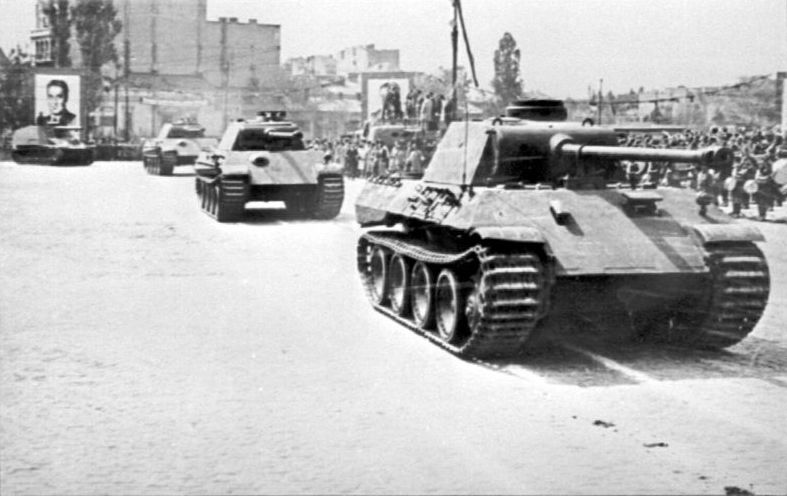
1946年5月10日、ルーマニアの首都ブカレストでの軍事パレードに参加した、第1ルーマニア義勇師団“トゥドル・ウラジミレスク”所属のパンター。先頭はD型、後続の2両はG型

## 現存車両
大量生産されたため、動態車両6両を含む多くの車両が現存している。

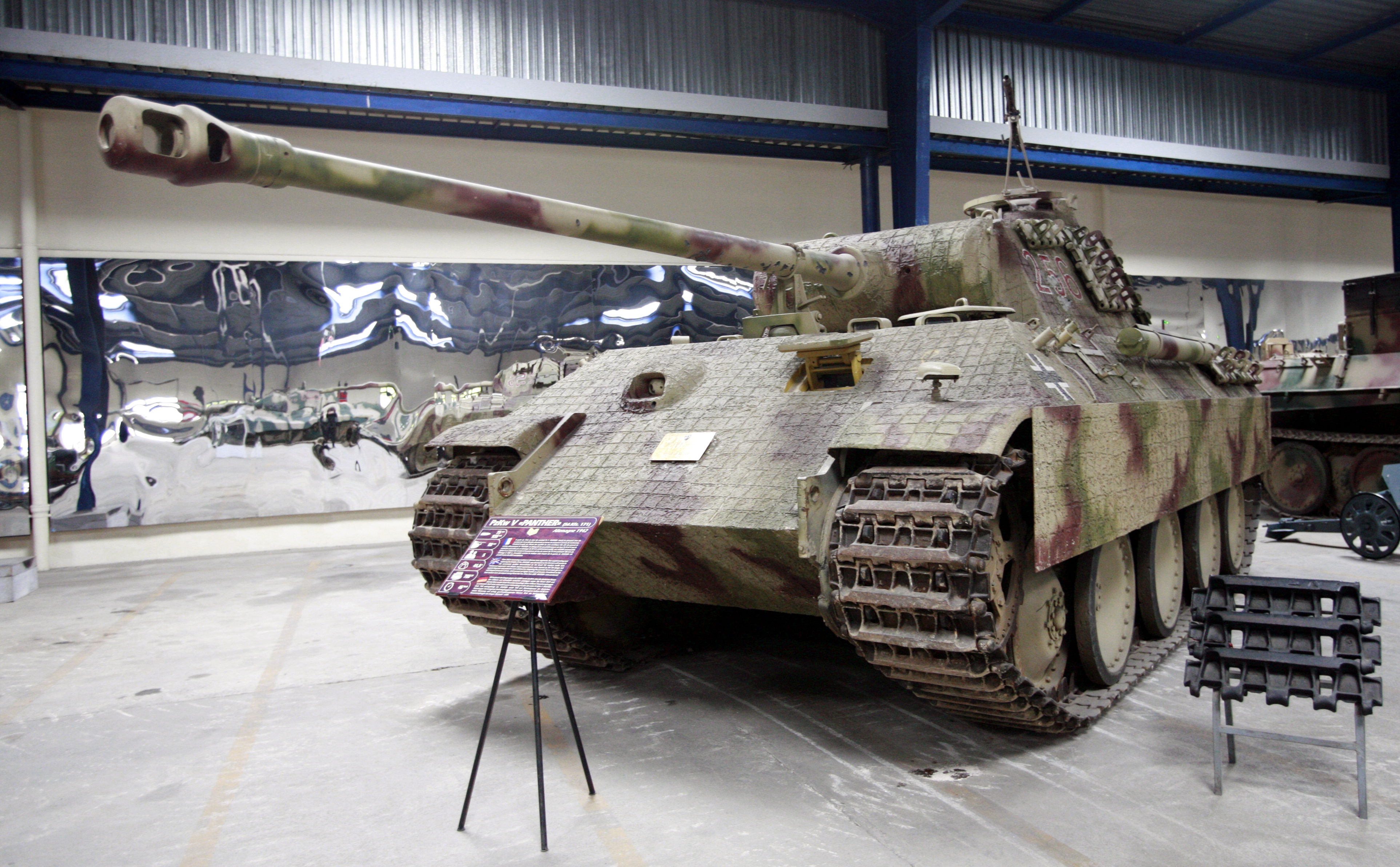
ソミュール戦車博物館（A型、動態車両）
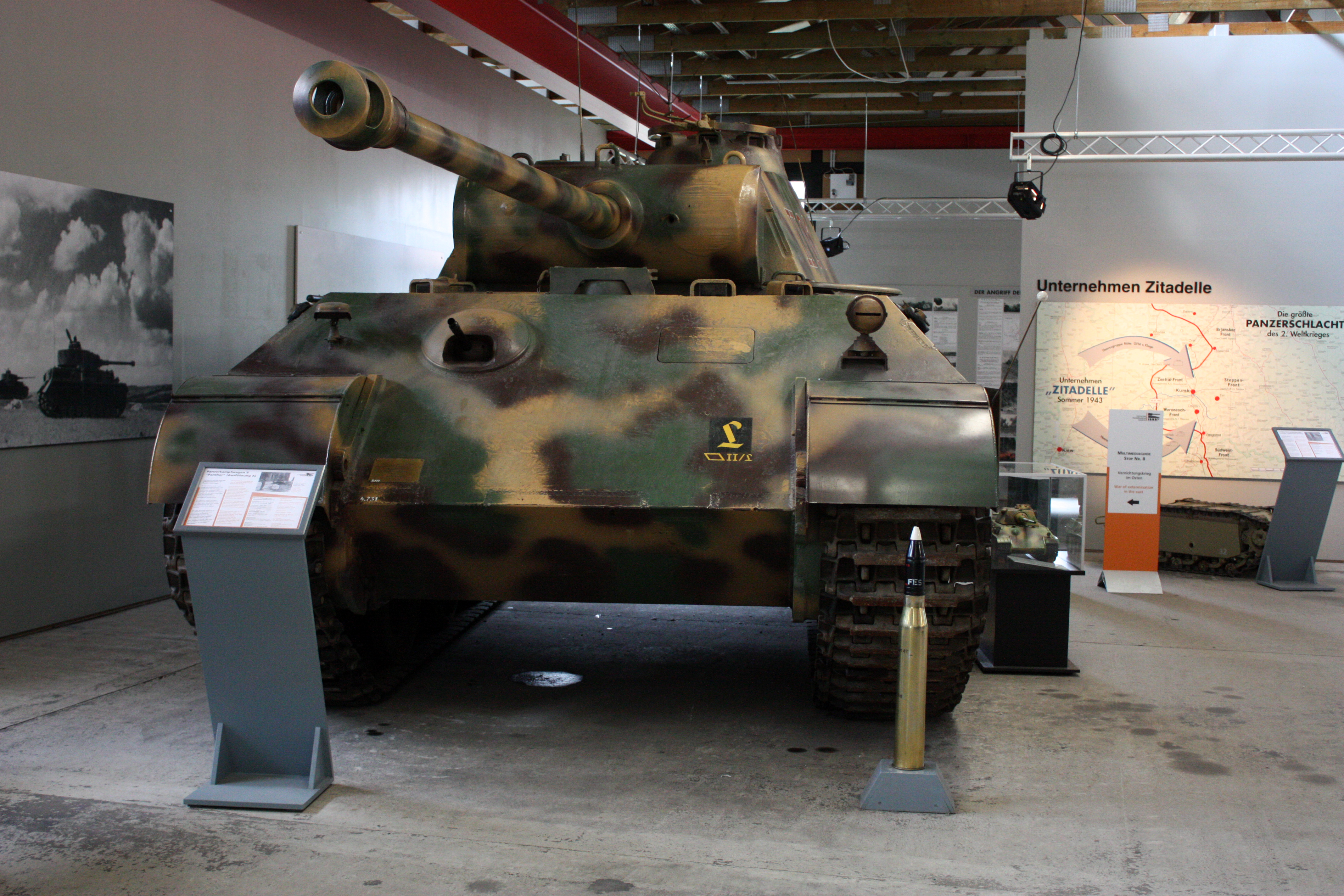
ムンスター戦車博物館（A型）
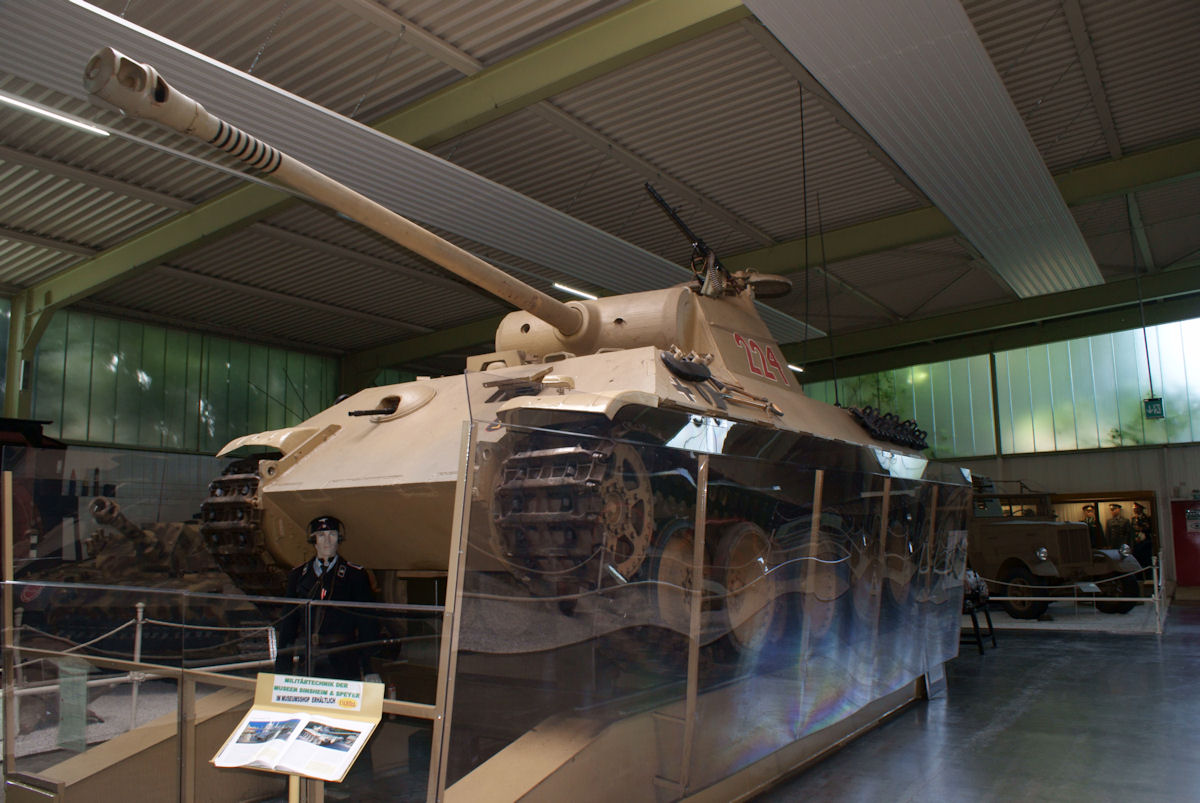
ジンスハイム自動車・技術博物館（A型）
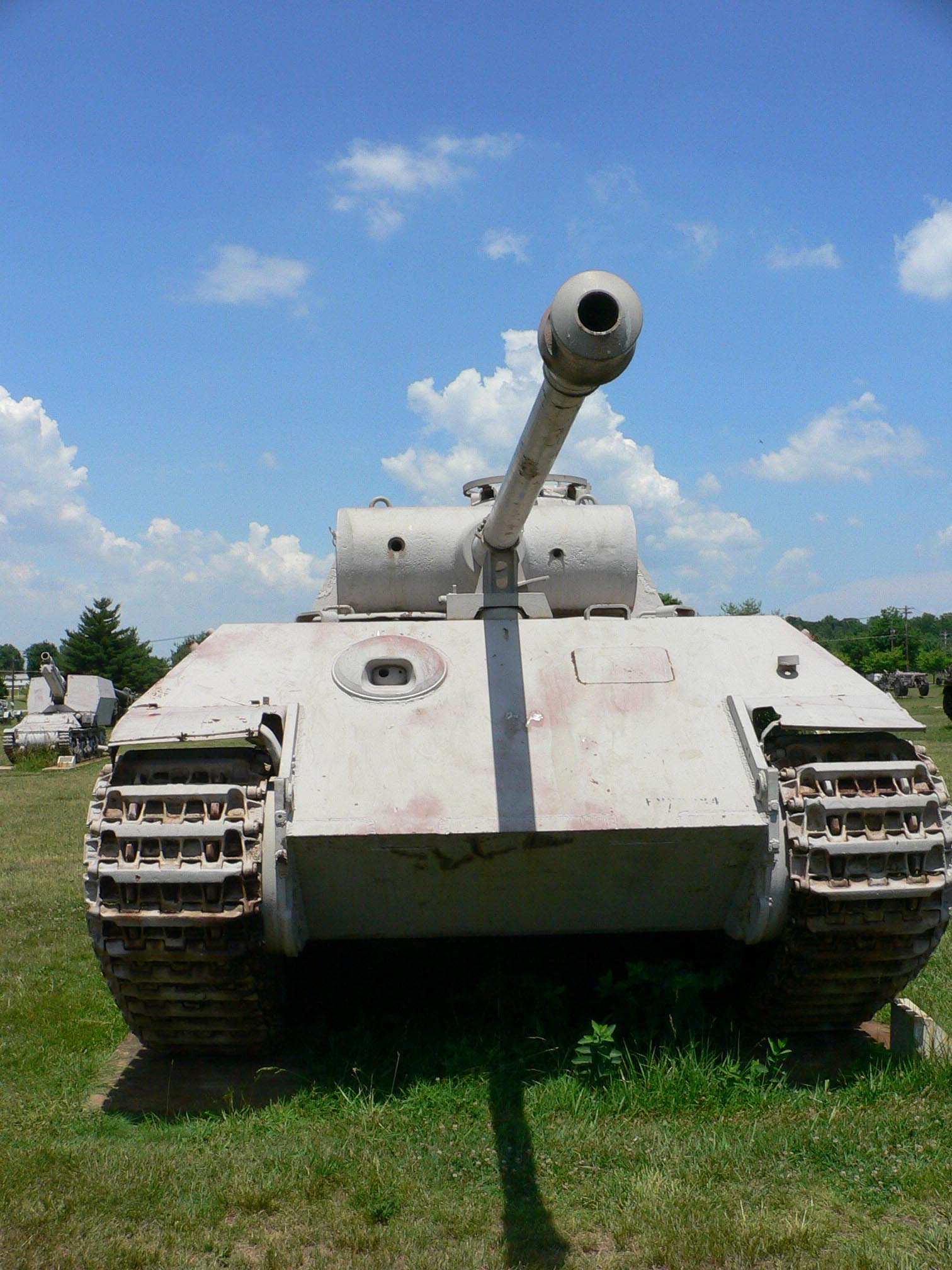
アメリカ陸軍兵器博物館（A型）
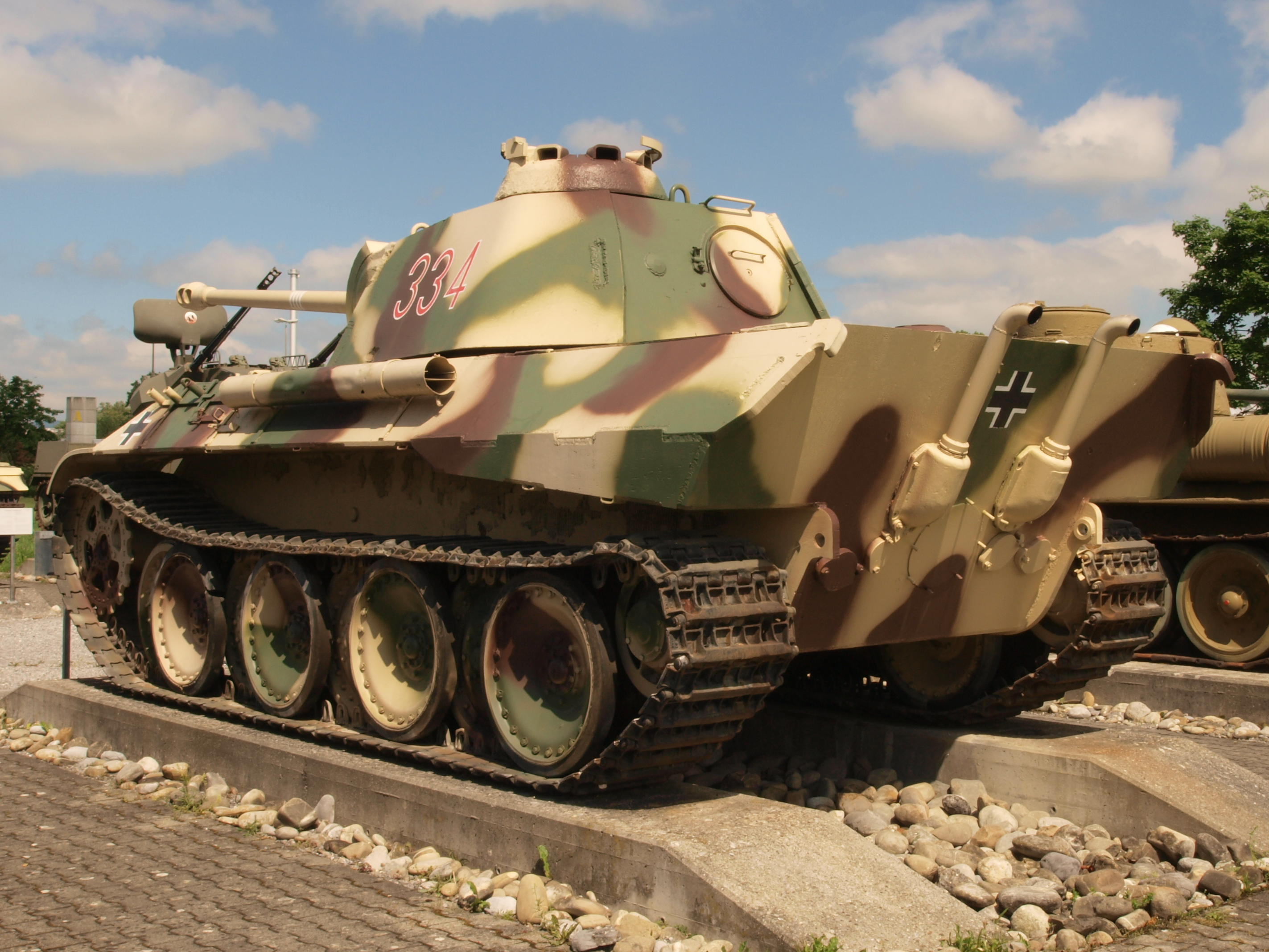
トゥーン戦車博物館（D型車体+A型砲塔）
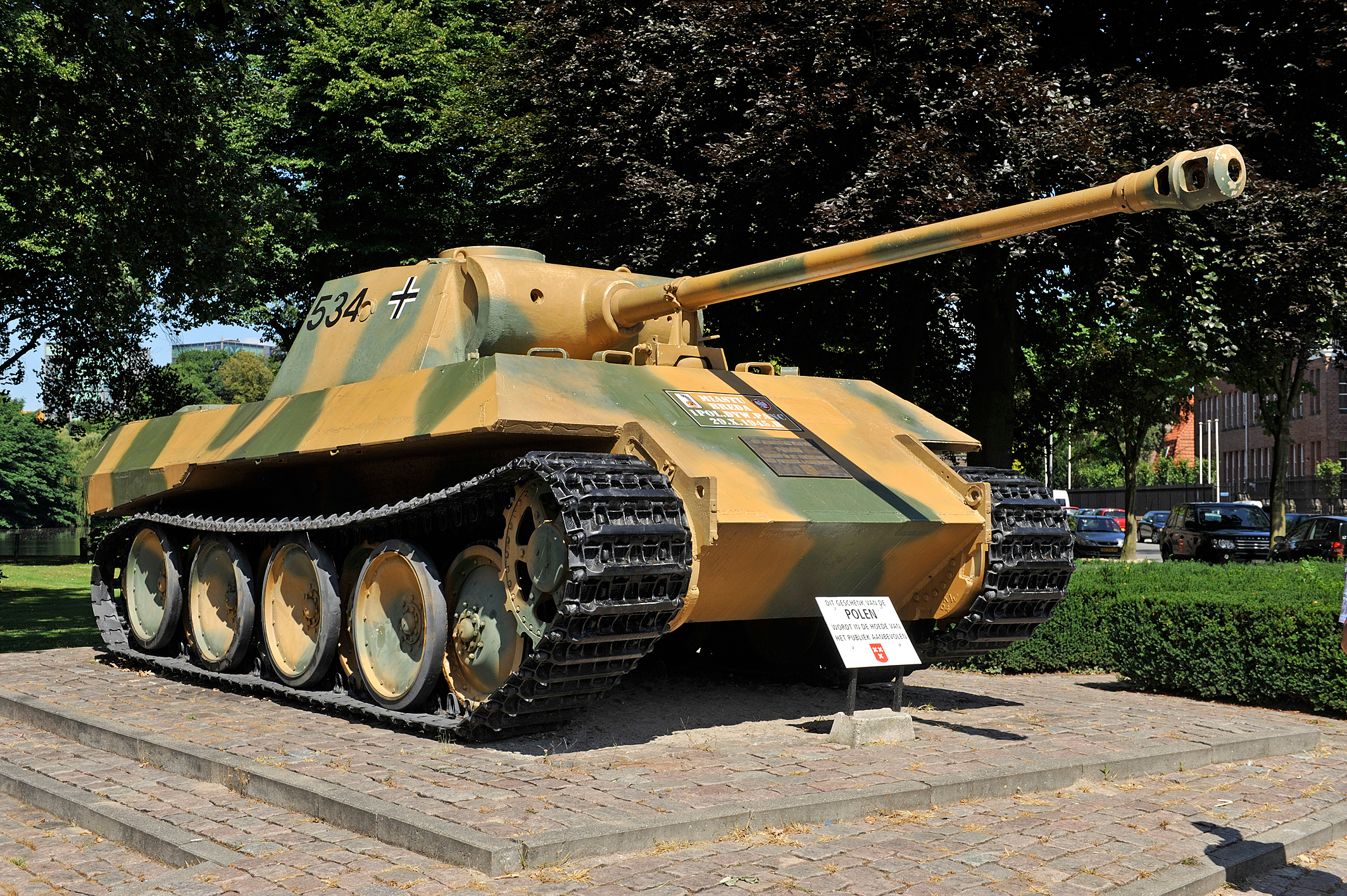
ブレダ（D型）
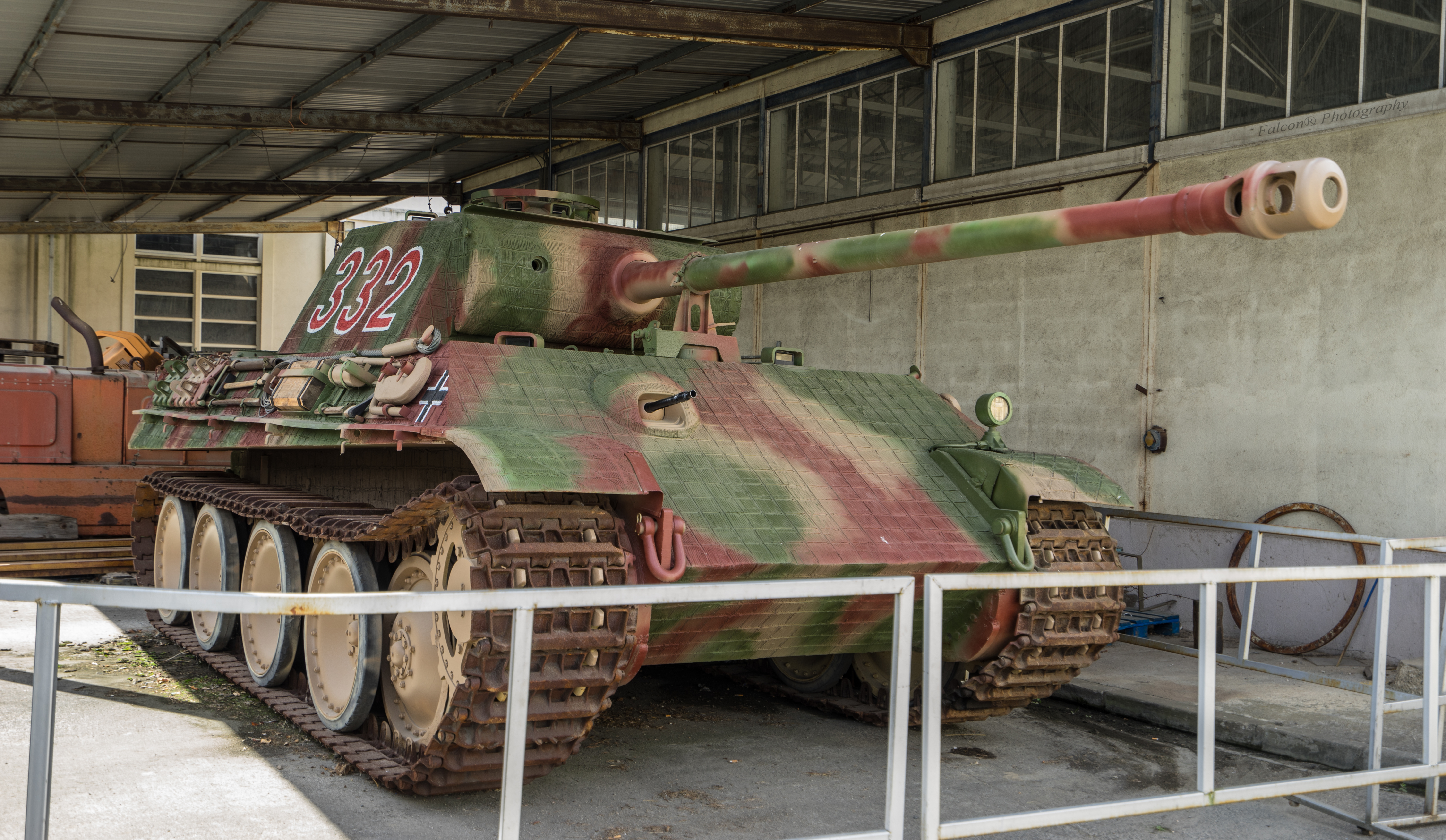
ソミュール戦車博物館（G型）
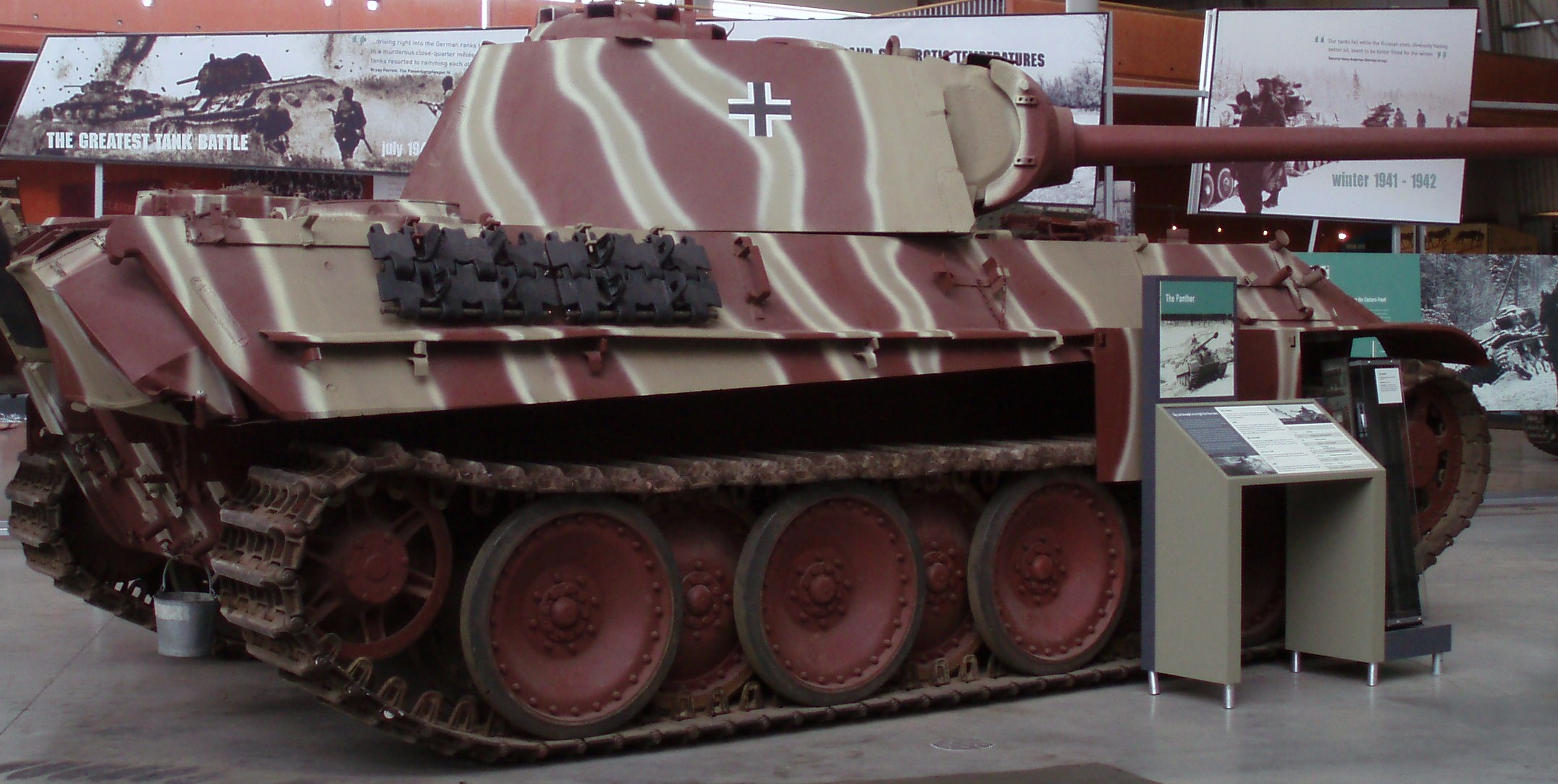
ボービントン戦車博物館（G型）
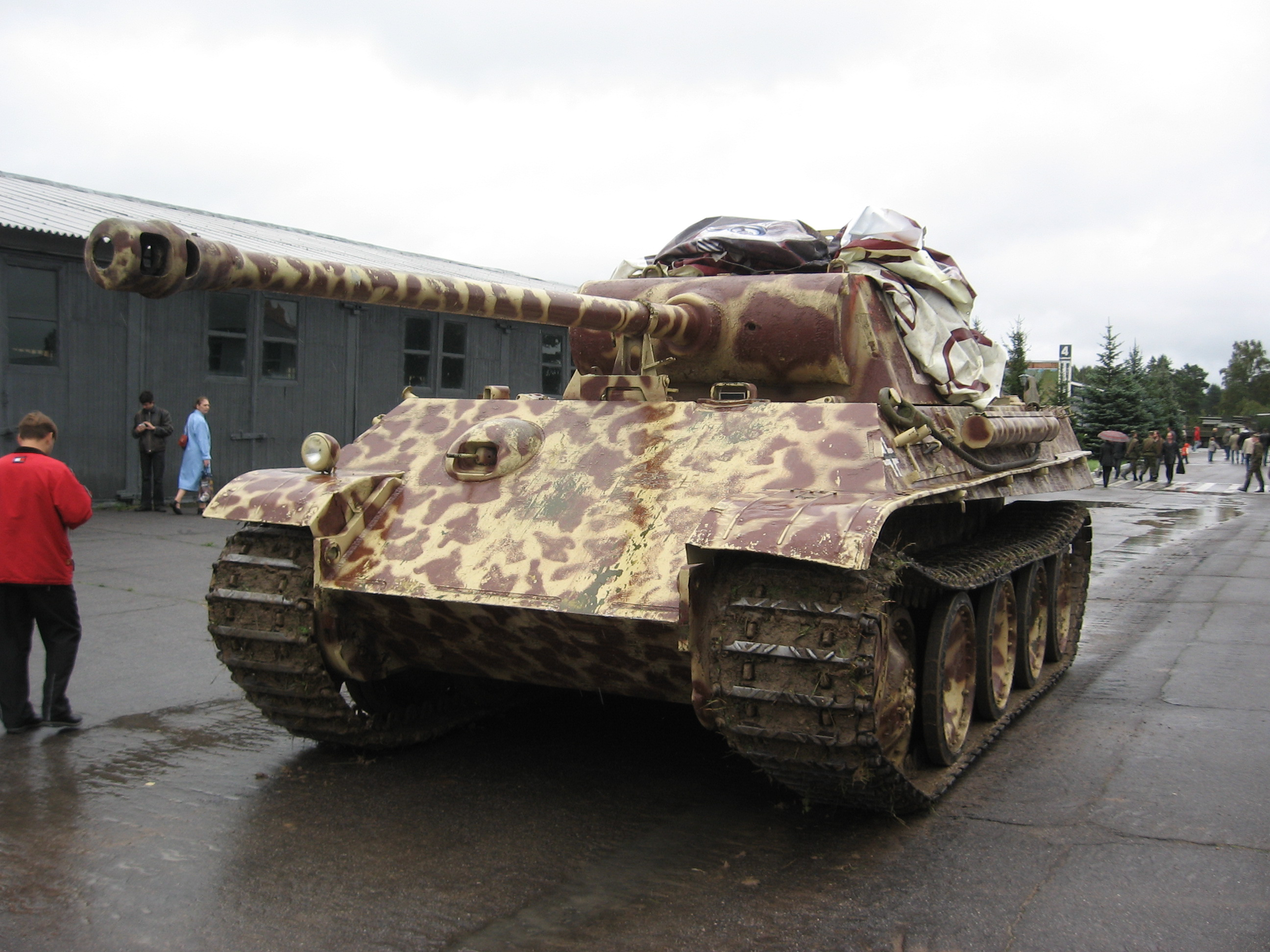
クビンカ戦車博物館（G型、動態車両）
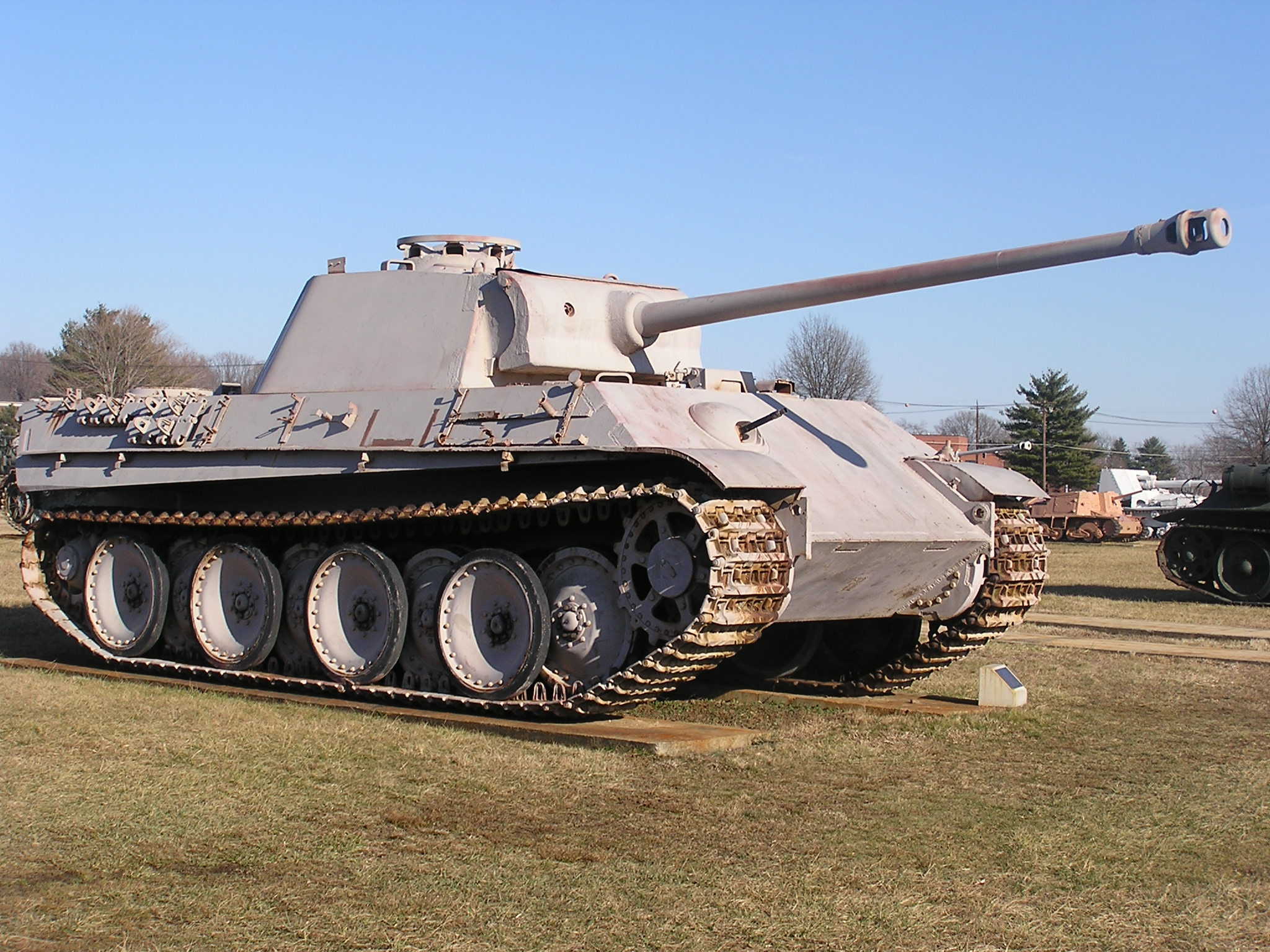
アメリカ陸軍兵器博物館（G型）